# Список произведений Нико Пиросмани

Список содержит сведения о подавляющем большинстве выявленных произведений грузинского художника Нико Пиросмани (Никола́я Асла́новича Пиросманашви́ли).
Базовым источником составления настоящего списка послужили: «Каталог произведений Нико Пиросманашвили» (217 работ по состоянию на 1982 г., далее — «Каталог Багратишвили») и «Список картин Нико Пиросманашвили, считающихся утерянными» (57 произведений по состоянию на 1979 г.: далее — «Список Багратишвили»), составленные Кетеван Багратишвили и опубликованные в 1984 году; дополнительным источником — «Список произведений Н. Пиросманашвили» (273 работы, в их числе 16 утраченных произведений и 19 неизвестного местонахождения), опубликованный в 1964 году в монографии Кирилла Зданевича «Нико Пиросманашвили» (далее — «Список Зданевича»).
Значительное большинство произведений Нико Пиросмани хранится на родине художника, в коллекциях Государственного музея искусств Грузии и Национальной картинной галереи Грузии (Тбилиси), а также в собраниях двух музеев Кахетии — Сигнахского музея (в Сигнахи) и Дома-музея Нико Пиросмани (в селе Мирзаани). Крупнейшим российским собранием произведений Пиросмани обладает Московский музей современного искусства (свыше 20 работ).

## О принципах составления списка
В соответствии со статусом наличия произведений настоящий список разделён на три части. Первые две из них составляют выявленные работы Нико Пиросмани из музейных и частных собраний: 217 произведений, описанных в Каталоге Баграташвили, и работы художника, дополнительно выявленные по позднейшим источникам. В третью часть списка включены произведения Пиросмани, местонахождение которых продолжает оставаться неизвестным, и его работы, считающиеся утраченными.
В связи с тем, что научная датировка большинства произведений Пиросмани затруднена, основная часть настоящего списка воспроизводит структуру и последовательность Каталога Багратишвили, составленного по тематическому принципу. Достоверно выявленные датировки даются по Каталогу Багратишвили, если они отсутствуют, приводятся датировки из новейших источников, а в комментариях указываются предположительные датировки из Списка Зданевича.

## Список

### Условные сокращения и пояснения
Х. — холст, Кл. — клеёнка (или промасленная ткань), Карт. — картон. Размеры работ приводятся в сантиметрах, первой указывается высота, второй ширина. В произведениях, исполненных маслом, техника не указывается. Кавычками выделяются авторские надписи на картинах, сделанные на русском языке, они даны с сохранением орфографии оригиналов; надписи на грузинском и армянском языках даны в переводах. Названия работ, их размеры и техника приводятся в редакции Каталога Багратишвили (в ряде случаев названия из Списка Зданевича, а также размеры и техника из новейших источников приводятся в комментариях).

### I. Работы Пиросмани в музейных и частных собраниях (по Каталогу Багратишивили: 217)
| Илл. | Название. Материал, размеры                                                       | Год        | Местонахождение                                      | Примечание |
|      | Косуля на фоне пейзажа. Карт., 98х71                                              | 1913       | Национальная картинная галерея Грузии                | Из собрания братьев Ильи и Кирилла Зданевичей; в 1913 г. экспонировалась в Москве на выставке «Мишень» |
|      | Олень. Кл., 138х112                                                               |            | Сигнахский музей                                     | Из сада «Эльдорадо» в Ортачала; затем в собр. К. Зданевича |
|      | Олень. Карт., 104х91                                                              |            | Государственный музей искусств Грузии                | Из духана А. Маркозашвили |
|      | Олень. Карт., 80,5х102                                                            |            | Собр. Л. Шенгелия (Тбилиси)                          | Подпись на грузинском языке: Нико Пиросманашв |
|      | Идущий олень. Кл., 85,5х105                                                       |            | Государственный музей искусств Грузии                | Из собр. К. Зданевича |
|      | Лань. Кл., 55х61                                                                  |            | Государственный музей искусств Грузии                | Из собрания братьев Зданевичей |
|      | Оленёнок. Кл., 46х54                                                              |            | Государственный музей искусств Грузии                | Из собр. А. Леонидзе |
|      | Оленёнок. Кл., 38х47                                                              |            | Собр. С. Шустера (Ленинград)                         | Из собр. Л. Брик — В. Катаняна (Москва) |
|      | Охотник. Кл., 140х103                                                             | 1907       | Государственный музей искусств Грузии                | Из собрания братьев Зданевичей |
|      | Косуля у ручья. Карт., 80х100                                                     |            | Государственный музей искусств Грузии                | Из собр. братьев Зданевичей |
|      | Косуля у ручья. Карт., 82х100                                                     |            | Московский музей современного искусства              | Из собр. А. Белиашвили (Тбилиси) |
|      | Косуля у ручья. Карт., 66х80                                                      |            | Государственный музей искусств Грузии                | Внизу справа подпись: «Нико Пир»; из собр. А. Челидзе |
|      | Лань идущая. Карт., 62х80                                                         |            | Государственный музей искусств Грузии                | Внизу справа подпись: «Н. П.»; из духана Шави Вано в Дидубе |
|      | Косуля у ручья. Карт., 70х80                                                      |            | Собр. Д. Гедеванишвили (Тбилиси)                     | Из «Белого духана» на Манглисском шоссе |
|      | Идущий олень. Карт., 67х81                                                        |            | Частное собр. (Тбилиси)                              | Внизу справа подпись: «Ник» |
|      | Косуля с детёнышем на водопое. Карт., 76х98                                       |            | Государственный музей искусств Грузии                | Из мясной лавки |
|      | Олени с оленёнком. Карт., 95х145                                                  | 1917       | Собр. семьи И. Гамрекели (Тбилиси)                   | Внизу в центре надпись и подпись на грузинском языке: Олень со своим детёнышем Нико Пиросманашвили — 17 г. |
|      | Три оленя у родника. Карт., 102х80                                                |            | Государственный музей искусств Грузии                | Внизу справа подпись: «Н. Пиросмани» |
|      | Медведь в лунную ночь. Карт., 100х80                                              |            | Национальная картинная галерея Грузии                | Из собр. братьев Зданевичей К. Зданевич: «Картон, на котором написан „единым дыханием“ медведь, выдержан в сине-серой гамме глубоких тонов. Ночь. Тёмно-синее небо украшено белой луной, ярко освещающей развалины, медведя и поваленное дерево, на котором он застыл, подобно сомнамбуле, осторожный, готовый исчезнуть, — видение лунной ночи. Тёмный страх ожидания — вот что изображает этот шедевр Пиросмани. Дерево второго плана выполнено тонкой кистью, горизонтальными длинными мазками, обрисовывающими могучий ствол великолепных объёмных форм».                                                                       |
|      | Медведица со своими медвежатами. Карт., 100х140                                   | 1917       | Государственный музей искусств Грузии                | Внизу слева надпись и подпись на грузинском языке: Медведица со своими медвежатами Нико Пиросманашвили. 17 г.; дар Д. Шеварднадзе |
|      | Медведица со своими медвежатами. Карт., 100х139                                   |            | Дом-музей Нико Пиросмани                             | Внизу слева надпись и подпись на грузинском языке: Медведица со своими медвежатами Нико Пиросманашв |
|      | Белая медведица с медвежатами. Карт., 80х100                                      |            | Государственный музей искусств Грузии                | Внизу справа подпись: «Н. Пиросмана»; из собр. братьев Зданевичей |
|      | Медведь. Карт., 80х109                                                            |            | Собр. И. Нонешвили (Тбилиси)                         | |
|      | Медвежонок. Карт., 70х59                                                          |            | Государственный музей искусств Грузии                | Приобретена в 1930 г. |
|      | Белый медведь. Карт., 80х99                                                       |            | Государственный музей искусств Грузии                | Из собр. А. Леонидзе |
|      | Белая медведица с медвежатами. Карт., 72х94                                       |            | Государственный музей искусств Грузии                | |
|      | Лев и солнце. Карт., 80х100                                                       |            | Государственный музей искусств Грузии                | Из собр. А. Микадзе |
|      | Лев. Карт., 80х100                                                                |            | Сигнахский музей                                     | Из собрания П. Метревели; по мнению Э. Д. Кузнецова, эта работа «очень слабая по живописным качествам, вызывает сомнение в авторстве Пиросманашвили» |
|      | Сидящий жёлтый лев. Карт., 99х80                                                  |            | Государственный музей искусств Грузии                | Внизу в центре подпись: «Н. П.»; из собр. братьев Зданевичей |
|      | Иранский лев. Карт., 80х100                                                       |            | Собр. И. Андроникова (Москва)                        | Первоосновой композиции, написанной Пиросмани по заказу одного из тифлисских персов, стало изображение геральдического льва (с мечом в лапе и с солнцем за спиной) на спичках персидского производства; из духана «Вершина Эльбруса» у Майдана |
|      | Чёрный лев. Кл., 110х139                                                          |            | В 2008 г. в частном собр. (Москва)                   | Из заведения Г. Титичева (сад «Эльдорадо» в Ортачала); в 1964 г. в собр. К. Зданевича; затем в собр. М. Кутателадзе (Тбилиси) |
|      | Шакал. Карт., 80х99                                                               |            | Государственный музей искусств Грузии                | Внизу справа подпись: «Н. Пиросманаш»; из собр. К. Зданевича |
|      | Лиса. Карт., 38х81                                                                |            | Государственный музей искусств Грузии                | Внизу справа подпись: «Н. П» |
|      | Лиса. Карт., 38х81                                                                |            | Государственный музей искусств Грузии                | Внизу справа подпись: «Н. П» |
|      | Лисица на цепи. Карт., 31х81                                                      |            | Собр. А. Чудновского (Ленинград)                     | Выявлена А. Бажбеук-Меликяном |
|      | Заяц. Кл., 33х81                                                                  |            | Государственный музей искусств Грузии                | |
|      | Жираф. Кл., 138х112                                                               |            | Национальная картинная галерея Грузии                | Из заведения Г. Титичева (сад «Эльдорадо» в Ортачала); с 1915 г. в собр. К. Зданевича |
|      | Жираф на чёрном фоне. Карт., 100х80                                               |            | Собр. Е. Евтушенко (Москва)                          | В 1964 г. в собр. И. Нонешвили (Тбилиси) |
|      | Орёл поймал зайца. Карт., 100х80                                                  |            | Государственный музей искусств Грузии                | Из собр. братьев Зданевичей. К. Зданевич приводил слова Н. Пиросмани об этой картине: «Всё в жизни имеет две стороны: добро и зло. <…> Орёл огромный, беспощадный, он терзает маленького зайчика. Орёл — это царский орёл, а зайчик… это мы с вами». |
|      | Чёрная буйволица на белом фоне. Карт., 81х100                                     |            | Собр. Д. Шенгелия (Тбилиси)                          | |
|      | Белая корова на чёрном фоне. Карт., 80х100                                        |            | Собр. И. Андроникова (Москва)                        | |
|      | Белая свинья с поросятами. Карт., 80х100                                          |            | Государственный музей искусств Грузии                | Внизу справа подпись: «Н. Пиросмана»; из собр. братьев Зданевичей |
|      | Кабан. Кл., 55х74                                                                 |            | Государственный музей искусств Грузии                | Приобретена в 1930 г. |
|      | Коза. Кл., 49х80                                                                  |            | Государственный музей искусств Грузии                | |
|      | Коза. Карт., 51х79                                                                |            | Государственный музей искусств Грузии                | Передана из Грузинского общества культурных связей с заграницей в 1949 г. |
|      | Баран. Карт., 49х80                                                               |            | Государственный музей искусств Грузии                | Из собр. К. Зданевича К. Зданевич: «На берегу реки Куры Нико не раз видел, как двое баранов-„бойцов“, увенчанных изогнутыми рогами, ожесточённо бьются, добывая славу своему хозяину». |
|      | Баран. Карт., 80х100                                                              |            | Государственный музей искусств Грузии                | Из собр. К. Зданевича; по свидетельству Г. Леонидзе, картина висела в духане брата извозчика Озманашвили, около вокзала |
|      | Петух и наседка с цыплятами. Карт., 66х81                                         |            | Собр. Н. Тарасашвили (Тбилиси)                       | Внизу слева подпись: «Н. Пиросманш»; выявлена Л. Гудиашвили |
|      | Петух и наседка с цыплятами. Карт., 66,5х77                                       |            | Государственный музей искусств Грузии                | Внизу слева подпись: «Н. П» |
|      | Наседка с цыплятами. Карт., 29х35                                                 |            | Собр. П. Церетели (Тбилиси)                          | Внизу слева надпись и подпись на грузинском языке: Наседка с цыплятами Н. Пиросман |
|      | Наседка с цыплятами. Карт., 67х79                                                 |            | В 2016 г.: Московский музей современного искусства   | В 1964 и 1982 г. в собр. семьи Т. Табидзе (Тбилиси) |
|      | Девочка и гусыня с гусятами. Карт., 80х100                                        |            | Собр. семьи Т. Табидзе                               | Внизу в центре надпись и подпись: «Девочка и гусь с гусятами Н. Пиросманаш» В 2009 г. в частной коллекции (Москва) |
|      | Мужчина в бурке с быком. Карт., 78х108                                            |            | В 2013 г.: Московский музей современного искусства   | Из собр. И. Абашидзе (Тбилиси) |
|      | Женщина доит корову. Карт., 81х100                                                | 1916       | Государственный музей искусств Грузии                | Внизу справа подпись и дата: «Н. Пиросманаш 1916 г»; из собр. братьев Зданевичей |
|      | Женщина доит корову. Карт., 71х104                                                |            | Государственный музей искусств Аджарии               | Внизу в центре подпись: «Н. Пиросманш.» |
|      | Татарин — погонщик верблюдов. Карт., 100х99                                       |            | Национальная картинная галерея Грузии                | Внизу в центре надпись и подпись на грузинском языке: Татарин — погонщик верблюдов Нико Пиросманашвили; из собрания П. Метревели |
|      | Бык-бугай. Карт., 70х100                                                          |            | Государственный музей искусств Грузии                | Внизу в центре подпись на грузинском языке: Нико Пиросманашв. Приобретена в 1930 г. |
|      | Мальчик на осле. Кл., 99х80                                                       |            | Государственный музей искусств Грузии                | Из собрания А. Леонидзе; по свидетельству Г. Леонидзе, картина висела в духане брата извозчика Озманашвили, около вокзала |
|      | Лекарь на осле. Карт., 80х100                                                     |            | Сигнахский музей                                     | Внизу справа подпись: «Н. П»; из собр. братьев Зданевичей |
|      | Деревенский двор. Карт., 79х107                                                   |            | Собр. семьи И. Гамрекели (Тбилиси)                   | Внизу слева подпись: «Н. Пиросманаш» |
|      | Деревня. Карт., 79х107                                                            |            | Государственный музей искусств Грузии                | Внизу справа подпись: «Н. Пиросманаш»; из собр. И. Гванцеладзе |
|      | На гумне. Карт., 72х100                                                           |            | Государственный музей искусств Грузии                | Внизу слева подпись: «Нико Пирсманаш»; из духана Шави Вано в Дидубе |
|      | Гумно в грузинской деревне. Карт. на холсте, 80,4х101,7                           | 1910 —1912 | Государственная Третьяковская галерея                | Поступила в 1927 г. с выставки «Искусство народов СССР» |
|      | На гумне. Вечер. Карт., 77х106                                                    |            | Дом-музей Нико Пиросмани                             | Внизу в центре подпись: «Н. Пиросманаш»; выявлена С. Чиковани на чердаке здания Союза писателей Грузинской ССР |
|      | Пекут хлеб. Карт., 34х42                                                          |            | Государственный музей искусств Грузии                | Внизу в центре надпись и подпись на грузинском языке: Пекут хлеб Н. Пиросманаш из собр. А. Халхулаури |
|      | Ортачальская красавица. Кл., 52х111                                               |            | Государственный музей искусств Грузии                | Привезена Г. Леонидзе из Гори |
|      | Ортачальская красавица с веером. Кл., 109х49                                      |            | Государственный музей искусств Грузии                | Из заведения Г. Титичева (сад «Эльдорадо» в Ортачала); с 1915 г. в собр. К. Зданевича |
|      | Ортачальские красавицы. Диптих. Кл. 52х117, 52х117                                |            | Государственный музей искусств Грузии                | Из заведения Г. Титичева (сад «Эльдорадо» в Ортачала); с 1915 г. в собр. К. Зданевича. К. Зданевич приводит слова Н. Пиросмани о грехопадении, о его понимании зла и добра, воплощаемом в чёрно-белом контрасте: «Белый цвет — это цвет любви. <…> Когда я пишу погибших ортачальских красавиц, я их помещаю на чёрном фоне чёрной жизни, но у них есть любовь к жизни — это цветы, помещённые вокруг их фигур, и птички у плеча. Я пишу их в белых простынях, я их жалею, белым цветом я прощаю их грех». |
|      | Женщина с кружкой пива. Кл., 114х90                                               |            | Государственный музей искусств Грузии                | Подпись: «Ж. Н. П.»; из собрания М. Ле-Дантю (куплена им летом 1912 г. в духане «Новый свет» в Сабуртало) и экспонировалась весной 1913 г. в Москве на выставке «Мишень» |
|      | Женщина с лилиями и зонтиком. Кл., 113х53                                         |            | Государственный музей искусств Грузии                | Из собр. К. Зданевича |
|      | Актриса Маргарита. Кл., 117х94                                                    |            | Национальная картинная галерея Грузии                | Внизу слева надпись: «Актриса. Маргарита»; справа подпись: «Н. Пиросманашвили»; из собр. братьев Зданевичей; |
|      | Женщина, лежащая на тахте. Кл., 22х34                                             |            | Государственный музей искусств Грузии                | Картина приобретена в 1930 г.; по свидетельству Г. Леонидзе, висела в духане Месхешвили |
|      | Грузинка с бубном. Кл., 110х89                                                    | 1906       | Государственный музей искусств Грузии                | Внизу дата и подпись: «1906 г. Ж. Н. П. 5 [руб.]»; из духана Шави Вано в Дидубе |
|      | Грузинка в лечаки. Кл., 112х90                                                    |            | Собр. семьи Д. Какабадзе                             | |
|      | Женщина с бубном. Кл., 115х46                                                     |            | Собр. С. Шустера (Ленинград)                         | Ранее в собр. Г. Костаки (Москва) |
|      | Грузика в парадном лечаки. Кл., 92х86                                             |            | Частое собрание, США                                 | Ранее в собр. С. Цвейга; |
|      | Грузинка. Кл., 118х89                                                             |            | Сигнахский музей                                     | Надпись и подпись на грузинском языке: слева — Грузинка, справа — Нико; из собр. М. Тоидзе |
|      | Девочка с воздушным шаром. Карт., 75х55                                           |            | Государственный музей искусств Грузии                | Внизу слева надпись: «Девочка шаромъ»; справа подпись и цена: «Н. П. 5 руб.» |
|      | Девочка с воздушным шаром. Карт., 65х41                                           |            | Государственный музей искусств Грузии                | Из собр. А. Микадзе; по свидетельству Г. Леонидзе, в 1922 г. картина висела в духане мясника Мартиашвили |
|      | Девочка с красной лентой. Карт., 35х27,5                                          |            | Государственный музей искусств Грузии                | Из собр. А. Леонидзе |
|      | Девочка в синем платье. Карт., 81х50                                              |            | Государственный музей искусств Грузии                | Внизу справа подпись: «Нико Пиросманаш.» |
|      | Лежащая женщина. Кл., 95х114                                                      |            | Собрание Т. Александровой — И. Попова (Москва)       | На свитке надпись на грузинском языке: Посмотрите, в каком я состоянии, всё же да здравствуют добрые люди |
|      | Женщина с пасхальными яйцами. Карт., 80х55                                        |            | Дом-музей Нико Пиросмани                             | Вверху слева надпись: «Х. В», справа внизу подпись: «Н. Пиросман.»; в 1964 г. в собр. Е. Ахвледиани (Тбилиси) |
|      | Женщина с пасхальными яйцами (часть картины). Карт., 54х54                        |            | Национальная картинная галерея Грузии                | Из собр. Н. Цвитишвили |
|      | Сестра милосердия (часть диптиха). Карт., 80х51                                   |            | Частное собр. (Тбилиси)                              | Внизу слева надпись: «Сестра мила сердье», справа подпись: «Н. Пиросман.»; по свидетельству Г. Леонидзе, в 1922 г. «Сестра милосердия» и «Раненый солдат» висели в духане брата извозчика Озманашвили, около вокзала; в 1964 и 1982 гг. в собр. И. Нонешвили |
|      | Раненый солдат (часть диптиха). Карт., 80х52                                      | 1914 —1916 | Московский музей современного искусства              | Внизу слева надпись: «Ранинъ солдат», справа подпись: «Н. Пиросман»; в 1964 и 1982 гг. в собр. К. Лордкипанидзе |
|      | Ашуг. Кл., 35х24,5                                                                |            | Государственный музей искусств Грузии                | Из собр. К. Зданевича |
|      | Грузинка с тари. Карт., 96х65                                                     |            | Собр. У. Джапаридзе (Тбилиси)                        | Внизу справа подпись на грузинском языке: Нико Пиросмана; на русском языке: «П. З. К. К.» — По заказу Карапета Карапетова (?) |
|      | Кормилица с ребёнком. Кл., 109х78                                                 |            | Государственный музей искусств Грузии                | Из заведения Г. Титичева (сад «Эльдорадо» в Ортачала); с 1915 г. в собр. К. Зданевича |
|      | Крестьянка с детьми идёт за водой. Кл., 111х92                                    |            | Государственный музей искусств Грузии                | Приобретена в 1930 г.; по свидетельству Г. Леонидзе, в 1922 г. картина висела в духане брата извозчика Озманашвили, около вокзала |
|      | Крестьянка с детьми идёт за водой. Карт., 80х90                                   |            | Кутаисская галерея изобразительного искусства        | Внизу надпись и подпись: «Грузинка с детми. Нико Пиросманашви»; из собр. А. Белиашвили |
|      | Женщина с вёдрами. Карт., 100х79                                                  |            | Государственный музей искусств Грузии                | Изображена русская женщина по имени Маруся, разносчица воды и мойщица посуды в духане А. С. Арутюнова (у вокзала). Он рассказывал в начале 1960-х: «Нико был неравнодушен к этой женщине и однажды сказал мне: „Хочешь, я нарисую тебе эту женщину?“. И получив моё согласие, Нико нарисовал её с коромыслом на плечах. Картина долго висела на стене в моём духане, но куда она делась впоследствии — не знаю». Затем Кетеван Багратишвили пригласила Авеля Арутюнова в Музей, показала ему «Женщину с вёдрами», и он подтвердил: «Да, это наша Маруся, это именно та картина, о которой говорили и которая висела в моём духане». |
|      | Сона, играющая на гармони. Карт., 101х71                                          |            | Дом-музей Нико Пиросмани                             | Внизу справа подпись на грузинском языке: Нико Пиросманашвили; картина мемориальная: она написана в Мирзаани, после праздника в честь завершения строительства дома Пиросмани; поступила из Краеведческого музея, г. Сигнахи |
|      | Вывеска с изображением грузинки. Жесть, 80х66                                     |            | Государственный музей искусств Грузии                | |
|      | Крестьянка с сыном. Кл., 75х56                                                    |            | Сигнахский музей                                     | Из духана Н. Баядзе, около вокзала; затем в собр. К. Зданевича |
|      | Крестьянин с сыном. Карт., 75х56                                                  |            | Государственный музей искусств Грузии                | Внизу справа надпись на грузинском языке: Отец с сыном Из собр. П. Метревели; обе картины написаны по заказу Н. Боядзе |
|      | Мальчик несёт обед. Кл., 82х48                                                    |            | Государственный музей искусств Грузии                | Приобретена в 1930 г. |
|      | Мальчик — продавец дров. Кл., 111х90                                              |            | Государственный музей искусств Грузии                | Из духана Н. Баядзе; с 1920 г. в собр. братьев Зданевичей. К. Зданевич особо выделял эту картину, в которой с редким мастерством обыгрывались почти не закрашенные фрагменты чёрной клеёнки, называя её «триумфом фактурного мастерства в творчестве Нико Пиросмани». |
|      | Охотник с ружьём и капканом. Кл., 120х100                                         |            | Собр. семьи Д. Какабадзе (Тбилиси)                   | |
|      | Рыбак в красной рубашке. Кл., 111х90                                              |            | Национальная картинная галерея Грузии                | Внизу справа подпись: «Ж. Н. П»; из духана Шави Вано в Дидубе |
|      | Рыбак среди скал. Кл., 114,6х93,7                                                 | 1906       | Государственная Третьяковская галерея                | Внизу справа подпись: «Н. Пиросманашвили»; поступила в 1927 г. с выставки «Искусство народов СССР» |
|      | Молодой рыбак. Карт., 46х73                                                       |            | Государственный музей искусств Грузии                | Внизу справа подпись: «Н. Пиросман»; выявлена Т. Табидзе |
|      | Путешественник (часть картины). Линолеум, 57х48                                   |            | Государственный музей искусств Грузии                | Внизу справа надпись: «Путешественник…», подпись: «Нико»; выявлена Колау Чернявским в парикмахерской на Песках |
|      | Старик нищий. Карт., 110х68                                                       |            | В 2013 г.: Московский музей современного искусства   | Из собр. Д. Цицишвили (Тбилиси) |
|      | Муша Сосо. Кл., 77х42                                                             |            | Сигнахский музей                                     | Надпись и подпись на грузинском языке: справа — Рабочий, ниже — Н. Пиросман. из собр. Ивана Кеквадзе; в 1982 в собр. Н. Татишвили (Тбилиси) |
|      | Муши с бурдюком и с бочонком (диптих). Кл., 51х34, 51х34                          |            | Государственный музей искусств Грузии                | Из собрания И. Лукашвили |
|      | Дворник. Кл., 105х46                                                              | 1905       | Государственный музей искусств Грузии                | Из заведения Г. Титичева (сад «Эльдорадо» в Ортачала); с 1915 г. в собр. К. Зданевича Э. Д. Кузнецов о фольклорных корнях образа: «„Дворник“ — это не только реальный дворник, живший когда-то, и не только символический образ — запуганный правопорядком носитель этого правопорядка, — но и пришелец из леса, подобный античному фавну, или русскому лешему, или популярным героям грузинских преданий — каджи (лесному чёрту, поросшему шерстью) и очокочи (козлочеловеку)». |
|      | Шарманщик. Кл., 107х47                                                            |            | Государственный музей искусств Грузии                | Из заведения Г. Титичева (сад «Эльдорадо» в Ортачала); с 1915 г. в собр. К. Зданевича |
|      | Пастух в бурке на красном фоне. Кл., 100х53                                       |            | В 2017 г.: собр. Иветы и Тамаза Манашеровых (Москва) | В 1964 и 1982 гг. в собр. семьи Д. Какабадзе |
|      | Саркис, наливающий вино. Кл., 105х110                                             |            | Государственный музей искусств Грузии                | Из собр. И. Кеквадзе; в 1964 и 1982г. в собр. семьи И. Фрих-Хара (Москва) |
|      | Портрет духанщика на красном фоне. Кл., 82х61                                     |            | Государственный музей искусств Грузии                | Выявлена в 1919 г. духане Шави Вано в Дидубе |
|      | Маленький кинто. Кл., 77х38                                                       |            | Государственный музей искусств Грузии                | Из духана Шави Вано в Дидубе |
|      | Мальчик в национальном костюме. Кл., 57х36                                        |            | Собрание семьи М. Чиаурели (Тбилиси)                 | |
|      | Повар. Кл., 106х46                                                                |            | Государственный музей искусств Грузии                | Портрет реального повара Григола, славящегося своим мастерством, из заведения Г. Титичева (сад «Эльдорадо» в Ортачала); с 1915 г. в собр. К. Зданевича |
|      | Портрет состоятельного крестьянина. Кл., 93х50,5                                  |            | Государственный музей искусств Грузии                | Приобретён в 1930 г. |
|      | Сын богатого кинто. Кл., 61х32                                                    |            | Собр. Л. Брик — Катаняна (Москва)                    | Из сада «Эльдорадо» в Ортачала; по свидетельству Г. Леонидзе, картина долгое время висела в духане мясника Мартиашвили; в январе 1913 г. приобретена И. Зданевичем в духане Н. Месхиева, на ул. Черкезишвили, 70 |
|      | Портрет поэта Ильи Зданевича. Х., 150х120                                         | 1913       | Собр. С. Шустера (Ленинград)                         | Написан в январе, весной 1913 г. экспонировался в Москве на выставке «Мишень»; позднее — в собр. Т. Александровой — И. Попова (Москва) |
|      | Портрет железнодорожника. Миша Метехели. Жесть, 92х70                             |            | Собр. И. Сановича (Москва)                           | Внизу надпись на грузинском языке: М. Д. М. фон, вероятно, не авторский; портрет выявлен Г. Лежава в 1927 г., в семье Метехели; в начале 1960-х Елена Михайловна Метехели, дочь Михаила Дмитриевича, рассказывала, что Г. Лежава взял портрет на выставку, после чего о местонахождении портрета семье ничего не было известно |
|      | Портрет Александра Гаранова. Кл., 109х90                                          | 1906       | Государственный музей искусств Грузии                | Внизу слева надпись и дата: «Александре Гарановъ. 1906 г. 8 июнь», справа подпись: «Ж. Н. П»; из духана Шави Вано в Дидубе |
|      | Мужчина с рогом вина (Портрет Мелитона Чхеидзе). Кл., 109х68                      | 1906       | Государственный музей искусств Грузии                | Вверху надпись и подпись на грузинском языке и дата: Да здравствует Мелитон Давидович Чхеидзе 28 ноября 1906 г. Худ. Нико; из собр. Габисония |
|      | Князь с рогом вина. Кл., 116х94                                                   |            | Государственный Русский музей                        | Картина поступила в 1930 г. из Государственной Третьяковской галереи |
|      | Карачохели с рогом вина. Кл., 115х94 (?)                                          |            | В 2008 г.: собр. М. Кашаровского (Москва)            | В 1982 г. в собр. С. Навашина (Москва) |
|      | Портрет Георгия Саакадзе. Карт., 99х69                                            |            | Сигнахский музей                                     | Справа надпись и подпись на грузинском языке: Саакадзе великий моурави Нико Пиросманашв. из собрания Л. Гудиашвили); по свидетельству Г. Леонидзе, портрет висел в парикмахерской Гогиташвили |
|      | Царь Ираклий II. Кл., 103х68                                                      |            | Сигнахский музей                                     | |
|      | Царица Тамар. Карт., 81х50                                                        |            | Сигнахский музей                                     | Слева неразборчивая надпись и подпись на грузинском языке: Пиросмана |
|      | Царица Тамар. Жесть, 64х56 (овал)                                                 |            | Государственный музей искусств Грузии                | Вверху в центре надписи: «Ц. Г. Тамара», на грузинском языке: Царица Тамар, внизу подпись: «Н. Пиросмановъ» |
|      | Царица Тамар. Карт., 99х70                                                        |            | Собр. А. Белиашвили (Тбилиси)                        | Слева надпись и подпись на грузинском языке: Царица Тамар Нико Пир |
|      | Царица Тамар со свитком в руке. Карт., 99х70                                      |            | Государственный музей искусств Грузии                | Внизу слева надпись и подпись на грузинском языке: Царица Тамар Нико Пиросманашв |
|      | Царица Тамар. Карт., 100х70                                                       | 1915 (?)   | Дом-музей Нико Пиросмани                             | Из собр. И. Мегрелидзе — Нино Швангирадзе; затем в собр. Музея дружбы народов Академии наук Грузинской ССР (Тбилиси) |
|      | Шота Руставели. Карт., 99х70                                                      |            | Государственный музей искусств Грузии                | Внизу слева надпись и подпись на грузинском языке: [Шо]та Руставели Нико Пиросманашв |
|      | Шота Руставели. Карт., 99х70                                                      |            | Государственный музей искусств Грузии                | Внизу слева надпись и подпись на грузинском языке: [Шо]та Руставели Нико Пиросманашв; из духана Мамисонашвили |
|      | Портрет Шота Руставели за столом. Карт., 82х65                                    |            | Собр. А. Белиашвили                                  | |
|      | Шота Руставели. Кл., 83х57                                                        |            | Государственный музей искусств Грузии                | Из духана Шави Вано в Дидубе |
|      | Шота Руставели. Карт., 100х70                                                     |            | Дом-музей Нико Пиросмани                             | Внизу надпись и подпись на грузинском языке: [Шо]та Руставели Нико Пиросманаш; Из собр. И. Мегрелидзе — Н. Швангирадзе, затем в собр. Музея дружбы народов Академии наук Грузинской ССР (Тбилиси) (см. выше: портрет царицы Тамар из Музея дружбы народов) |
|      | Шота Руставели и царица Тамар. Карт., 80х90                                       |            | Государственный музей искусств Грузии                | Внизу надпись и подпись на грузинском языке: в левой части, слева — Шота Руставели, справа — Нико Пиросманашв; в правой части, слева — Царица Тамар, справа — Нико Пиросманашв; «слева Руставели пишет в толстой книге, положенной на колено (на голове традиционная шапочка с пером, позади флаг с изображением Георгия Победоносца, покровителя Грузии), справа — царица Тамар стоит в повелительной позе со свитком в руке» |
|      | Вывеска: Винный погребъ Распивочно и на выносъ. Жесть, 57х140                     |            | Государственный музей искусств Грузии                | Из духана на Молоканской улице; позднее в собр. А. Леонидзе; слова «Винный погреб» сделаны шрифтовиком-профессионалом (возможно, на ранее имевшейся вывеске Пиросмани обновлял изображение и под старой надписью своими быстрыми и не очень ловкими буквами подписал: «Распивочно и на вынос») |
|      | Вывеска винного погреба: Кахетинское вино Карданах Н. И. Созашвили. Жесть, 98х178 |            | Государственный музей искусств Грузии                | Надписи: на грузинском языке — Склад кахетинского вина «Карденахи» Н. И. Созашвили, на русском языке — «Кахетинское вино Карданах»; из винного погреба Созашвили «Карданах» на Молоканской улице, 23; позднее в собр. А. Леонидзе |
|      | Вывеска: Холодное пиво. Жесть, 126х69                                             |            | Национальная картинная галерея Грузии                | Надписи: «Холодный пиво», ниже на грузинском языке — Холодное-холодное пиво; Из собрания И. Гванцеладзе |
|      | Вывеска: Чай — пиво. Жесть, 140х72                                                |            | В 2009 г. в частном собр. (Москва)                   | Надпись: «Чай-пиво и лимонадъ сельтерская раз, креп напитковъ»; выявлена К. Чернявским; в 1964 и 1982 гг. в собр. Л. Брик — В. Катанян |
|      | Вывеска: Пивная Закатала. Кл., 92х120                                             |            | Государственный музей искусств Грузии                | Из духана И. Манташева |
|      | Вывеска: Царапи. Кл., 58х138                                                      |            | Дом-музей Нико Пиросмани                             | Надписи на грузинском языке: в центре — Царапи; слева и справа: Вино кому не понравится Оно для нас — причастие Иногда нас заставляют его пить, Иногда пить его — самому приятно Довольно, зачем жалеть Полный вином бурдюк Магометанин тебя не вспомнит Если перед ним стоит поднос с пловом (из Краеведческого музея, г. Гурджаани) |
|      | Пасхальный ягнёнок. Кл., 55х61                                                    |            | Государственный музей искусств Грузии                | Из собр. М. Тоидзе |
|      | Пасхальный ягнёнок. Кл., 72х114                                                   |            | Государственный музей искусств Грузии                | Надписи: «ХВ»; на грузинском языке — Слава Богу, что дожили до Пасхи. Христос воскрес, воистину; на армянском языке — Христос воскрес из мёртвых Да будет благословенно Воскресение Христа; из собр. Д. Шеварнадзе |
|      | Барашек и пасхальный стол с летающими ангелами. Карт., 80х100                     |            | Сигнахский музей                                     | Из собр. К. Зданевича |
|      | Пасхальный барашек. Кл., 42х60                                                    | 1914       | В 2021 г.: собр. В. Дудакова — М. Кашуро             | Внизу в центре подпись и дата: «Нико Пиросман. 1914 г. 6 апре[ля]» из духана «Дарданеллы» у Воронцовского моста |
|      | Вознесение Христа. Жесть, 90х60                                                   |            | Собр. С. Шустера (Ленинград)                         | В 1964 г. в собр. Г. Костаки (Москва) |
|      | Натюрморт (Натюрморт с рыбой). Кл., 102х135                                       |            | Национальная картинная галерея Грузии                | Из собр. Чарквиани |
|      | Натюрморт. Жесть, 36х73                                                           |            | Государственный музей искусств Грузии                | Надписи: наверху на грузинском языке — Да здравствует хлебосольный человек; внизу на русском языке — «Да здрастуйтъ хѣба солнаго чѣлове…»; в центре композиции глиняный доки (кувшинчик для вина) под ним — хлебец-шоти, похожий на лодочку; из собр. Д. Шеварднадзе |
|      | Натюрморт. Кл., 20х71,5                                                           | 1912       | Государственный музей искусств Грузии                | Из погреба Бего Яксиева (Якишвили) на Песковской улице, 40; с 1913 г. в собр. братьев Зданевичей; экспонировался весной 1913 г. в Москве на выставке «Мишень» |
|      | Натюрморт с бурдюком (вывеска). Жесть, 23х99                                      |            | В 2008 г.: собр. Ш. Бреуса (Москва)                  | В 1982 г. в собр. С. Шустера (Ленинград) |
|      | Натюрморт. Жесть, 50х58                                                           |            | Собр. Л. Брик — В. Катаняна (Москва)                 | |
|      | Натюрморт с головкой сахара. Жесть, 40х52                                         |            | Собр. Т. Александровой — И. Попова                   | Из духана «Дарданеллы» у Воронцовского моста или из духана в Дидубе |
|      | Погонщик с верблюдом. Карт., 80х99                                                |            | Собр. И. Сановича (Москва)                           | Внизу справа подпись: «Нико Пиросманашв.» |
|      | Свири. Линолеум, 63х197                                                           |            | Национальная картинная галерея Грузии                | Из собр. Г. Леонидзе, по его свидетельству, картина висела в духане Шавробашвили |
|      | Праздник на реке Цхенисцкали. Кл., 112х197                                        |            | Государственный музей искусств Грузии                | Внизу справа надпись: «Праздникъ Цхенисъ Цкали; из духана «Рача», позднее в собр. Д. Шеварднадзе |
|      | Свадьба в Грузии былых времён Кл., 112х197                                        | 1916       | Государственный музей искусств Грузии                | Внизу справа надпись и подпись на грузинском языке: Свадьба в Грузии былых времён Нико Пиросманашв. Передана автором в дар Обществу грузинских художников в начале лета 1916 г. |
|      | Церковный праздник в Картли Кл., 113х212                                          |            | Государственный музей искусств Грузии                | Внизу в центре подпись: «Нико Пиросманаш.» Приобретена в 1927 г. на базаре директором Национальной галереи Грузии Д. Шеварднадзе |
|      | Молебствие в деревне. Карт., 79х100                                               |            | Государственный музей искусств Грузии                | Внизу справа подпись: «…ют 1860 г. Н. Пиросманаш.»; из собр. Г. Леонидзе, по его свидетельству, картина висела в духане мясника Мартиашвили; в 1930 г. Леонидзе передал её в Национальную галерею Грузии |
|      | Праздник в Болнис-Хачини. Карт., 140х260                                          |            | Государственный музей искусств Грузии                | По свидетельству Г. Леонидзе, картина висела в парикмахерской Гогиташвили; передана музею Грузинским обществом культурных связей с заграницей в 1949 г. |
|      | Праздник св. Георгия в Болниси. Карт., 79х263                                     |            | Государственный музей искусств Грузии                | Внизу слева надпись на грузинском языке: Место паломничества Карапета Карапетова Праздник Болнисского святого Георгия; внизу в центре подпись на русском языке: «Николай Пиросманаш.»; Из собр. Д. Церетели |
|      | Кахетинский эпос (Алазанская долина). Кл., 87х530                                 |            | Государственный музей искусств Грузии                | Справа подпись: «Николай Пиросманаш.»; картина выявлена, приобретена и передана в дар музею Д. Шеварднадзе |
|      | Путешествие на арбе. Карт., 72х99                                                 |            | Государственный музей искусств Грузии                | Из собр. Гегушадзе |
|      | Семья на арбе. Карт., 70х90                                                       | 1909       | Собр. семьи М. Чиаурели                              | Слева надпись: «По заказу К. К. И. Ж.», справа внизу подпись и дата: «1909. ц. 30 р. Нико»; из сада «Сан-Суси» в Сабуртало |
|      | Паломники едут в монастырь (Телетоба). Кл., 80х110                                |            | Собр. семьи Д. Какабадзе (Тбилиси)                   | Внизу слева надпись: «По заказу Бего Екиева. 30 р.» (Бего Яксиева), справа подпись: «Н. П» |
|      | Кутёж перед двухэтажным домом (часть картины). Карт., 49х74                       |            | Государственный музей искусств Грузии                | Из собрания М. Тоидзе |
|      | Кутёж четырёх горожан (торговцев). Кл., 107,5х202                                 |            | Государственный музей искусств Грузии                | Э. Кузнецов о двух фигурах слева — «человека, стоящего сбоку, с рогом для вина в руке, а за ним ещё и мальчика с бутылкой»: «Надо знать, что это хозяин духана. Пирушка не могла начаться без того, чтобы он не подошёл (со слугой, несущим вино, или без него), налил себе и выпил, сказав несколько напутственных слов — как бы благословляя собравшихся». |
|      | Кутёж пяти князей. Кл., 104х194                                                   | 1906       | Государственный музей искусств Грузии                | Внизу слева дата: «1906 6 июнь», справа подпись: Ж. Н. П»; из духана Шави Вано в Дидубе |
|      | Кутёж с шарманщиком Датико Земель. Кл., 106х198                                   | 1906       | Государственный музей искусств Грузии                | Слева внизу надпись и дата: «Датико. Земелъ 1906 г. 8. июнь», справа подпись: «Ж. Н. П.»; приобретена Национальной галереей Грузии в духане Шави Вано в Дидубе |
|      | Кутёж молокан. Кл., 112х177                                                       |            | Сигнахский музей                                     | Картина выявлена М. Ле-Дантю в духане Шави Вано в Дидубе; в 1964 г. в собр. К. Зданевича; в 1982 г. в собр. Дома-музея Нико Пиросмани |
|      | Кутёж горожан в лесу. Кл., 117х117                                                |            | Государственный музей искусств Грузии                | Внизу на каждом персонаже надпись: «Гиорги Давидъ З[…] Якоб […]»; картина передана в дар музею Д. Шеварнадзе в 1930 г. |
|      | Кутёж трёх князей на лужайке. Кл., 120х138                                        |            | Государственный музей искусств Грузии                | Справа подпись: «Нико Пиросмана»; из собрания братьев Зданевичей; Илья Зданевич записал со слов Нико Пиросмани (1913): «„Трёх князей“ писал девять дней. Это князь Гульбатов и его двоюродные братья Чавчавадзе»; заказчики вернули художнику картину по причине её «уродливости»; приобретена музеем в 1930 г. |
|      | Кутёж. Кл., 113х177                                                               | 1905 —1907 | Музей Востока (Москва)                               | Из собр. Д. Какабадзе |
|      | Кутёж в виноградной беседке. Кл., 140х114                                         |            | Государственный музей искусств Грузии                | Из духана Маркозашвили на Вокзальной улице; затем в собр. К. Магалашвили |
|      | Двое грузин у марани. Кл., 101х216                                                |            | Собр. И. Сановича (Москва)                           | Марани — большой сосуд для вина (винохранилище) |
|      | Кутёж Гвимрадзе. Кл., 123х210                                                     |            | Государственный музей искусств Грузии                | Надписи на грузинском языке на каждом персонаже: Антимо Каландадзе, Мина Константинович Ситаташвили, Матэ Давидович Гвимрадзе, молодые Каландадзе; справа подпись — Нико Пиросманашвили; внизу — «Ц. 30. р»; из собр. К. Чернявского, выявлена им в духане «Рача»; в 1930 г. приобретена у него в музей |
|      | Обед тифлисских торговцев с граммофоном. Кл., 176х116                             |            | Собр. Э. Стивенса (Москва)                           | Справа внизу подпись: «Н. Пиросман» |
|      | Семейный пикник. Кл., 66х102                                                      | 1907       | Государственный музей искусств Грузии                | Вверху в центре надпись на грузинском языке: Да здравствует компания Бего доброй жизни. Да умножит всех Бог; выявлена Д. Какабадзе, в 1964 г. в собр. К. Симонова — Л. Жадовой; На картине «запечатлены друзья, пришедшие к гостеприимному Бего Яксиеву <…>, и есть серьёзные основания узнавать в одном из них (мужчина в шляпе) самого художника» |
|      | Семейная компания. Кл., 116х170                                                   | 1909       | Государственная Третьяковская галерея                | Внизу слева надпись: «Семѣная копанiя», справа подпись: «Н. Пиросманашвили»; поступила в 1929 г. из Главного управления по делам искусств |
|      | Пасхальный кутёж. Кл., 72х165                                                     | 1906       | Государственный музей искусств Грузии                | Вверху надписи: на грузинском языке — Слава Господу, что дожили до Пасхи. Христос воскрес, воистину. Да здравствует… дружба; на армянском языке — Христос воскрес из мёртвых, да будет благословенно Воскресение Христа; внизу справа подпись — «Ж. Н. Пиросманашвили»; в 1964 г. в собр. К. Симонова — Л. Жадовой |
|      | Крцаниси. Кл., 93х116                                                             |            | Государственный музей искусств Грузии                | Внизу надпись и подпись на грузинском языке: слева — Крцаниси, справа — Нико; из собр. М. Тоидзе |
|      | Фаэтон и ночной кутёж. Карт., 70х103                                              |            | Собр. К. Багратишвили — А. Джишиашвили (Тбилиси)     | Выявлен Н. Месхиевым; в 1964 г. в собр. С. Чиковани (Тбилиси) |
|      | Пир во время сбора винограда. Кл., 105х349                                        |            | Государственный музей искусств Грузии                | Картина выявлена Д. Шеварднадзе, приобретена им и подарена музею в 1919 г. К. Зданевич: «За столом чинно сидят моколаке (горожане) <…> Стоят сзади стола, трое зурначей услаждают обедающих игрой на двух дудуки и барабане. Повар в белом угощает гостей шашлыком, официант во фраке несёт на блюде индейку, другой повар выводит на цепи медведя, поднявшегося на задние лапы. По бокам картины собирают и давят виноград крестьяне, превращая его в сладкое мачари (молодое вино)». |
|      | Сбор винограда. Кл., 118х184                                                      |            | Сигнахский музей                                     | Внизу справа подпись: «Ж. Н. П.» и надпись на грузинском языке неразборчиво: цена 20 |
|      | Сбор винограда. Кл., 126х297                                                      |            | Сигнахский музей                                     | Из собрания А. Леонидзе |
|      | Большой марани в лесу. Жесть, 100х170                                             |            | Национальная картинная галерея Грузии                | Э. Д. Кузнецов: «…не лишённый лёгкой иронии и оттенка загадочности сюжет, построенный на взаимоотношениях исполинского винного сосуда (квеври) и маленькой лисы, с любопытством осматривающей его». |
|      | Ишачий мост. Кл., 93х117                                                          |            | Национальная картинная галерея Грузии                | Надпись и подпись на грузинском языке: внизу слева — Ишачий мост, справа — Нико; из собр. И. Тоидзе; К. Зданевич: «В картине четыре группы тбилисских горожан, веселящихся ночью на берегу реки. Среди них танцоры, музыканты, старики, слуги. Изображены ещё медведь на цепи, ослик, боевой баран <…> Деревья и горы по обе стороны картины образуют контурами бокал ночного неба». |
|      | Панно в шести картинах. Кл., 180х380                                              |            | Государственный музей искусств Грузии                | На каждой композиции надпись: «Ишачий мост», «Св. Антон», «Кахет», «Дорога Ширак», «Св. Давид», «Бела Кани» (местность около Тбилиси); из духана Зазанашвили, затем в собр. Д. Шеварднадзе |
|      | Арсенальная гора ночью. Кл., 110,8х87,9                                           |            | Национальная картинная галерея Грузии                | Из собрания Н. Баядзе, в 1920 г. приобретена К. Зданевичем, затем в собр. Л. Брик, в 1982 г. в собр. Л. Арагона (Париж); в 2015 г. приобретена на аукционе Кристис бизнесменом Б. Иванишвили и передана в Национальную картинную галерею Грузии |
|      | Тифлисский фуникулёр. Кл., 112х90                                                 |            | Национальная картинная галерея Грузии                | Выявлена З. Валишевским |
|      | Паром в Дидубе. Кл., 105х198                                                      |            | Национальная картинная галерея Грузии                | Внизу справа подпись: «Ж. Н. П»; из собр. духанщика И. Шарумова (Шави Вано) |
|      | Охота и вид на Чёрное море. Кл., 105х358                                          |            | Государственный музей искусств Грузии                | Внизу надписи: «Охота на оленя Заказчик Мина Ситаташвили», «Туръ на гаре», «Выд чорно море», «Охота на медведин»; Выявлена Д. Шеварднадзе в духане Ситаташвили «Рача», приобретена им и передана в дар музею в 1930 г. |
|      | Охота на медведей. Кл., 107х57                                                    |            | Государственный музей искусств Грузии                | Выявлена Л. Гудиашвили и С. Маисашвили в духане Бадалова в 1930 г. |
|      | Тунгусская река Емут. Карт., 81х100                                               |            | Государственный музей искусств Грузии                | Внизу в центре надпись: «Дунгуский река Емут»: из собр. Н. Цвитишвили |
|      | Охота в Индии. Кл., 78х149                                                        |            | Национальная картинная галерея Грузии                | Выявлена С. Клдиашвили в 1930 г. |
|      | Охота (часть картины). Кл., 22х33                                                 |            | Собр. К. Багратишвили — А. Джишиашвили (Тбилиси)     | |
|      | Женщина — санитарный инспектор. Карт., 80х100                                     | 1916       | Собр. семьи М. Чиаурели (Тбилиси)                    | Внизу в центре подпись на грузинском языке: Нико Пиросманашвили; слева надпись и дата: Новая женщина базарник 1916 года |
|      | Белый духан. Кл., 50х93                                                           |            | Государственный музей искусств Грузии                | Картина выявлена М. Тоидзе, приобретена им и передана в дар музею в 1920 г.; «Белый духан», весьма известное загородное заведение, находился на Коджорской дороге |
|      | Фаэтон у столовой. Карт., 80х100                                                  | 1916       | Кутаисская галерея изобразительного искусства        | Внизу слева дата и надпись: «1916 г. Заказъ Михаил Окроашвили», справа подпись — «Н. Пиросман.»; Картина выявлена М. Чиаурели |
|      | Фруктовая лавка. Карт., 73х104                                                    |            | Дом-музей Нико Пиросмани                             | |
|      | Татарин — торговец фруктами. Карт., 80х106                                        |            | Государственный музей искусств Грузии                | Внизу в центре подпись: «Н. Пиросманаш.»; выявлена И. Гванцеладзе в пекарне на улице Черкезешвили |
|      | Брат и сестра. Иллюстрация к одноимённой пьесе В. Гуниа. Кл., 115х92              |            | Государственный музей искусств Грузии                | На каждой фигуре надпись на грузинском языке: брат, сестра, Отия; справа в углу подпись — Нико; из собр. И. Манташева; |
|      | Брат и сестра. Иллюстрация к одноимённой пьесе В. Гуниа. Кл., 122х112             |            | В 2017 г.: собр. Иветы и Тамаза Манашеровых (Москва) | В 1964 и 1982 гг. в собрании семьи Д. Какабадзе; все три картины-иллюстрации написаны Пиросмани на заказ по фотографиям сцен из спектакля |
|      | Брат и сестра. Иллюстрация к одноимённой пьесе В. Гуниа. Кл., 120х102             |            | В 2008 г. Московский музей современного искусства    | Внизу справа подпись: «Н. Пиросман»; выявлена Д. Какабадзе, в 1982 гг. в собрании З. Церетели (Тбилиси) |
|      | Бездетный миллионер и бедная с детьми. Кл., 114х156                               |            | Государственный музей искусств Грузии                | Внизу надписи: слева — «Миланеръ безъ детный», справа — «Бедная съ детами Пиросман»; из собрания братьев Зданевичей |
|      | Пастух с отарой. Кл., 110х138                                                     |            | Государственный музей искусств Грузии                | Из духана «Варяг» И. Мачавариани |
|      | Георгий Отшельник. Кл., 118х89                                                    |            | Государственный музей искусств Грузии                | из собр. Д. Какабадзе; по свидетельству Г. Леонидзе, ранее картина принадлежала Бего Яксиеву |
|      | Георгий Саакадзе спасает Грузию. Кл., 120х180                                     |            | Государственный музей искусств Грузии                | Из собр. И. Лукашвили (Тбилиси); по свидетельству Г. Леонидзе, ранее картина висела в парикмахерской Гогиташвили |
|      | Шете помогает князю Барятинскому поймать Шамиля. Кл., 113х89                      |            | Государственный музей искусств Грузии                | Внизу справа надпись: «Шете указуѣт князя Борадскому дорога помать Шамил»; из собр. братьев Зданевичей; |
|      | Разбойники готовятся к нападению. Кл., 113х89                                     |            | Государственный музей искусств Грузии                | Внизу справа надпись и подпись: «Разбоники идутъ на нападенiя. Н. П.»; из собр. братьев Зданевичей |
|      | Шамиль со своим телохранителем. Кл., 112х90                                       |            | Сигнахский музей                                     | Внизу справа надпись и подпись: «Шамиръ со свего караулом Н. П»; из собр. братьев Зданевичей |
|      | Разбойник украл лошадь. Кл., 112х90                                               |            | Государственный музей искусств Грузии                | Внизу слева надпись: «Рзбоникъ укралъ лошдъ», справа подпись — «Н. П»; из собр. братьев Зданевичей |
|      | Русско-японская война. Кл., 107х169                                               |            | Государственный музей искусств Грузии                | Из собр. Ивана Кеквадзе |
|      | Русско-японская война. Кл., 103х131                                               |            | Собр. И. Сановича (Москва)                           | Из собр. И. Кеквадзе |
|      | Кахетинский поезд. Карт., 70х140                                                  | 1915— 1917 | Государственный музей искусств Грузии                | Внизу подпись: «Н. П» |
|      | Батуми. Кл., 92х117                                                               |            | Государственный музей искусств Грузии                | Внизу надпись и подпись на грузинском языке: слева — Батуми, справа — Нико Из собрания И. Манташева |

### II. Дополнительно выявленные работы Пиросмани в музейных и частных собраниях
| Илл. | Название. Материал, размеры                              | Год    | Местонахождение                                               | Примечание |
|      | Пир (Кутёж Купрешвили. Кл., 100x160                      |        | Московский музей современного искусства                       | Сидят: Илья Купрешвили, Иван Кеквадзе, Васо Гегечкори, Храповицкий; стоят: Иосиф Кеквадзе и Яков Купрешвили (у Зданевича — Купрашвили, у Багратишвили — Куприанишвили); из собр. И. Кеквадзе |
|      | Грузинка с бубном. Клеёнка, 112x90 (?)                   | 1910-е | Московский музей современного искусства                       | |
|      | Царица Тамара. Карт., 100х70                             |        | Дом-музей Нико Пиросмани                                      | |
|      | Портрет духанщика Созашвили                              |        | Московский музей современного искусства                       | |
|      | «Компания заходите» Жесть, 96,5х70,5.                    |        | Московский музей современного искусства                       | |
|      | Холодый пиво (вывеска). Карт.                            |        | В 2008 г. Частное собр. (Москва)                              | |
|      | Крестьянин с быком.                                      | 1916   | Центр изобразительных искусств имени М. Т. Абрахама (Израиль) | |
|      | Пасхальный натюрморт. Х., 34×67                          | 1910-е | Московский музей современного искусства                       | |
|      | Пасхальный ягнёнок перед пасхальным столом. Карт. 80х60. | 1910-е | Частное собр.                                                 | |
|      | Женщина с пасхальными яйцами                             |        | Московский музей современного искусства                       | |
|      | Богатый торговец Кл., 38х58                              |        | Частное собр. (США)                                           | Из собр. семьи Валерияна Шаликашвили |
|      | Горожанин с рогом вина                                   |        | Московский музей современного искусства                       | |
|      | Горожанин на осле                                        | 1910-е | Московский музей современного искусства                       | |

### III. Произведения Пиросмани с неизвестным местонахождением и считающиеся утраченными
| Илл. | Название. Материал, размеры                                                        | Год        | Местонахождение            | Примечание |
|      | Чёрный медведь на белом фоне. Карт., 80х100                                        |            | Местонахождение неизвестно | № 55 в Списке Багратишвили |
|      | Собака Батум. Кл., 86х53                                                           |            | Местонахождение неизвестно | Из собр. И. Кеквадзе; № 28 в Списке Багратишвили, № 82 в Списке Зданевича |
|      | Пасхальный ягнёнок                                                                 |            | Местонахождение неизвестно | Возможно, № 102 (кл.. 45х61, 1907) в Списке Зданевича |
|      | Вывеска: Продажа табаку и папиросъ. Жесть, 55х55                                   |            | Местонахождение неизвестно | |
|      | Вывеска духана «Самшобло». Жесть                                                   | 1895— 1903 | Утрачена                   | Изображены: шашлыки, курица и разные закуски. Духан находился в садах тифлисского предместья Сабуртало, владелец Шакро; № 1 в Списке Багратишвили, № 7 в Списке Зданевича |
|      | Роспись окон духана «Самшобло». Живопись на стекле                                 | 1895— 1903 | Утрачена                   | Изображены: цветы, бутылки вина, фрукты; № 2 в Списке Багратишвили, № 8 в Списке Зданевича |
|      | Вывеска духана «Иверия». Жесть                                                     | 1895— 1903 | Утрачена                   | Изображены: фрукты в ящиках, арбуз, гранаты: № 3 в Списке Багратишвили, № 9 в Списке Зданевича |
|      | Портрет виноторговца Н. Месхиева. Кл., 40х100                                      | 1895— 1903 | Местонахождение неизвестно | № 4 в Списке Багратишвили, № 11 в Списке Зданевича: 100х40 |
|      | Стенная роспись «Старая жизнь» в духане «Дзвели Цховреби». 140х180, клеевая краска | 1895— 1903 | Утрачена                   | № 5 в Списке Багратишвили, № 13 в Списке Зданевича: 180х140 |
|      | Вывеска «Джентельмен» из мелочной лавки в Дидубе. Жесть                            | 1895— 1903 | Утрачена                   | Изображены: фрукты, сахар, ваза с чаем, яблоки. Фон синий, белый, жёлтый; № 6 в Списке Багратишвили, № 14 в Списке Зданевича |
|      | Боковые парные вывески. Жесть                                                      |            | Утрачены                   | Изображены: фрукты, рыбы, виноград: № 7 в Списке Багратишвили |
|      | Вывеска-арка над входом в сад. Дерево                                              | 1895— 1903 | Местонахождение неизвестно | Изображены: бутылка с вином, пьющий человек, лакей с подносом, кружка с пивом; № 8 в Списке Багратишвили, № 17 в Списке Зданевича |
|      | Стенная роспись пивной Кочелашвили. Клеевая краска                                 | 1895— 1903 | Утрачена                   | Изображены: пароход, плывущий по морю, рядом большая рыба, павлины; № 9—10 в Списке Багратишвили, № 17 в Списке Зданевича |
|      | Коджорская шоссейная дорога. Кл., 96х210                                           | 1895— 1903 | Местонахождение неизвестно | Изображены: Коджорское шоссе, дома Тифлиса и кутящие грузины на горе; из духана в Табахмелах: № 11 в Списке Багратишвили, № 19 в Списке Зданевича |
|      | Вывеска «Кахетинское вино» из винного погреба Чаркиянова в Авлабаре. Жесть         | 1895— 1903 | Утрачена                   | Изображена большая серая бутыль вина на жёлтом фоне, вокруг неё надпись, сделанная синей краской: № 12 в Списке Багратишвили, № 21 в Списке Зданевича |
|      | Царица Тамара.                                                                     | 1904       | Местонахождение неизвестно | Из собр. Б. Яксиева; № 13 в Списке Багратишвили, № 28 в Списке Зданевича |
|      | Арба с бурдюком. Кл., 70х116                                                       | 1904       | Местонахождение неизвестно | Из собр. Б. Яксиева; № 14 в Списке Багратишвили, № 29 в Списке Зданевича |
|      | Паломники едут в монастырь. Кл., 75х102                                            | 1904       | Местонахождение неизвестно | Из собр. Б. Яксиева; № 15 в Списке Багратишвили, № 31 в Списке Зданевича |
|      | Обед торговцев. Кл., 20х165                                                        | 1904       | Местонахождение неизвестно | Из собр. Б. Яксиева; № 16 в Списке Багратишвили, № 32 в Списке Зданевича |
|      | Портрет персидского вельможи на красном фоне. Кл.                                  | 1904       | Местонахождение неизвестно | Из собр. Б. Яксиева; № 17 в Списке Багратишвили, № 30 в Списке Зданевича |
|      | Кутёж мушей. Кл., 90х110                                                           | 1907       | Местонахождение неизвестно | Из собр. М. Ле-Дантю (ранее в собр. Б. Яксиева); № 18 в Списке Багратишвили, № 109 в Списке Зданевича; К. Зданевич: «Примечательна картина, рисующая кутёж мушей-курдов. <…> За круглым столом — четыре фигуры поющих во весь голос, их руки воздеты к небу; ритм движений делает картину необычайно эмоциональной и интересной. Над головой каждого муши написаны их имена: „Амеб“, „Хапо“ и др. На светло-голубом фоне чётко рисуются фигуры чёрных оборванных людей с коричневыми лицами. Жёлто-коричневый стол и такого же цвета пол увязаны с общей цветовой гаммой картины». |
|      | Портрет Шота Руставели (овал). Кл., 82х90                                          | 1904       | Местонахождение неизвестно | Из собр. Б. Яксиева; № 19 в Списке Багратишвили, № 33 в Списке Зданевича |
|      | Портрет кинто. Кл.                                                                 |            | Местонахождение неизвестно | Из собр. Б. Яксиева; № 20 в Списке Багратишвили; возможно, № 195 в Списке Зданевича: 82х61, 1913 г. |
|      | Вывеска сада «Фантазия» в Ортачала. Жесть                                          | 1904       | Местонахождение неизвестно | Изображены: пьющий человек, вино, фрукты; из собр. Б. Яксиева; № 22 в Списке Багратишвили, № 35 в Списке Зданевича |
|      | Вывеска заведения «Шантеклер» в Сабуртало. Жесть                                   | 1905       | Местонахождение неизвестно | Изображены модели женских платьев, надпись: «Модели платьев»; № 23 в Списке Багратишвили, № 59 в Списке Зданевича |
|      | Шота Руставели преподносит поэму «Витязь в тигровой шкуре» царице Тамаре. Кл.      |            | Местонахождение неизвестно | Из духана «Дарданеллы»; № 24 в Списке Багратишвили |
|      | Стенная роспись «Автандил находит Тариэла со львом и барсом». Клеевая краска       | 1906       | Утрачена                   | Сюжет из поэмы Шота Руставели «Витязь в тигровой шкуре». Духан «Дарданеллы»; № 25 в Списке Багратишвили, № 80 в Списке Зданевича |
|      | Стенная роспись «Тариэл у ручья». Клеевая краска                                   | 1906       | Утрачена                   | Сюжет из поэмы Шота Руставели «Витязь в тигровой шкуре». Духан «Дарданеллы»; № 26 в Списке Багратишвили, № 81 в Списке Зданевича |
|      | Парный портрет М. Чхеидзе и И. Кеквадзе Кл., 107х130                               | 1906       | Местонахождение неизвестно | № 27 в Списке Багратишвили, № 82 в Списке Зданевича |
|      | Портрет двух друзей, железнодорожных рабочих. Кл.                                  | 1907       | Утрачен                    | Из трактира «Варяг», у вокзала; № 29 в Списке Багратишвили, № 84 в Списке Зданевича |
|      | Царица Тамара. Кл.                                                                 | 1907       | Утрачен                    | Из трактира «Варяг» (там же находились портреты Шота Руставели и царя Ираклия II); № 30 в Списке Багратишвили, № 85 в Списке Зданевича |
|      | Портрет трактирщика и его друзей. Х.                                               | 1907       | Утрачен                    | Из трактира «Варяг»; № 31 в Списке Багратишвили, № 86 в Списке Зданевича |
|      | Роспись стёкол трактира «Варяг»                                                    | 1907       | Утрачена                   | Изображены: листья, курица, шашлыки, вино в бутылках; № 32 в Списке Багратишвили, № 87 в Списке Зданевича |
|      | Вывеска из сада «Аргентина» в Ортачала. Жесть                                      | 1907       | Утрачена                   | Надпись: «Аргентина»; изображены: пьющая женщина, фрукты, пивные бутылки; № 33 в Списке Багратишвили, № 110 в Списке Зданевича |
|      | Храмовый праздник. Кл., 98х108                                                     | 1909       | Местонахождение неизвестно | Из собрания И. Кеквадз или В. Хоситашвили; № 34 в Списке Багратишвили, № 143 в Списке Зданевича |
|      | Обед железнодорожных чиновников. Кл., 118х183                                      | 1909       | Местонахождение неизвестно | Из собрания Кордзая; № 35 в Списке Багратишвили, № 145 в Списке Зданевича |
|      | Продавец цветов. Кл.                                                               |            | Местонахождение неизвестно | Из буфета «Сакула»; № 36 в Списке Багратишвили |
|      | Кутёж и охота. Кл., 96х102                                                         | 1910— 1912 | Местонахождение неизвестно | Из собрания М. Тоидзе; № 37 в Списке Багратишвили, № 147 в Списке Зданевича |
|      | Роспись молочной лавки Сашо в Сабуртало                                            | 1910— 1912 | Уничтожена                 | № 38—40 в Списке Багратишвили, № 160 в Списке Зданевича; Э. Кузнецов об уничтожении стенных росписей Н. Пиросмани: «Каждая существовала два, от силы три года, после чего её — закопчённую, лоснящуюся от жирных испарений, захватанную руками, потемневшую, засиженную мухами — забеливали извёсткой, с тем чтобы сверху написать что-то новое или вовсе ничего не написать. Чаще всего это делалось по требованию санитарной инспекции. Ле-Дантю был свидетелем такой сцены: Сашо, хозяин молочной лавки в Сабуртало, сокрушался о том, что в своё время пожалел денег на клеёнку и сейчас лишался украшения. Пока равнодушная кисть маляра вершила своё неблагодарное дело, Ле-Дантю торопливо описывал изображение: фризом слева направо чёрный медведь, красная корова, скрещённые ветки, чёрная корова, красная голова быка, снова скрещённые ветки, чёрный буйвол, белый баран, красные ветки, красная корова, рыжий медвежонок...» |
|      | Роспись погреба Н. Ениколопова                                                     |            | Утрачена                   | Изображены: два человека с мешком муки и ящиком; № 41 в Списке Багратишвили |
|      | Кавказские борцы. Кл.,                                                             | 1910— 1912 | Местонахождение неизвестно | Из погреба Н. Ениколопова; К. Зданевич: одно «из наиболее экспрессивных полотен художника»; № 43 в Списке Багратишвили, № 161 в Списке Зданевича |
|      | Работники моют фаэтон. Карт., 50х106                                               | 1916— 1917 | Местонахождение неизвестно | Из собр. В. Панчикидзе; № 52 в Списке Багратишвили, № 267 в Списке Зданевича |
|      | Лисица выслеживает петуха. Карт., 80х100                                           | 1916— 1917 | Местонахождение неизвестно | Из собр. В. Панчикидзе; № 53 в Списке Багратишвили, № 268 в Списке Зданевича |
|      | Сестра милосердия. Карт., 40х50                                                    | 1916— 1917 | Местонахождение неизвестно | Из собр. В. Панчикидзе; № 54 в Списке Багратишвили, № 270 в Списке Зданевича |
|      | Столовая «Союз». Карт., 77х106                                                     |            | Местонахождение неизвестно | Из собр. В. Панчикидзе; № 46 в Списке Багратишвили |
|      | Девушка с вёдрами. Карт., 81х104                                                   |            | Местонахождение неизвестно | Из собр. В. Панчикидзе; № 50 в Списке Багратишвили |
|      | Медведица с двумя медвежатами. Карт., 80х100                                       | 1916       | Местонахождение неизвестно | Внизу надпись и подпись: «1916 Заказъ Палаг…. Михаилов…. Рис. Николаи Пиросманашв.»; № 57 в Списке Багратишвили |
|      | Царица Тамара. Карт., 80х100                                                       |            | Местонахождение неизвестно | Из собр. Иванишвили; № 44 в Списке Багратишвили |
|      | Торговец, дама и девочка. Карт., 78х98                                             |            | Местонахождение неизвестно | № 45 в Списке Багратишвили |
|      | «Ранина солдат». Карт., 80х49                                                      |            | Местонахождение неизвестно | Из одала на Вокзальной улице № 47 в Списке Багратишвили |
|      | Обед и ужин. Карт., 153х100                                                        |            | Местонахождение неизвестно | № 48 в Списке Багратишвили |
|      | Верблюд. Карт., 80х64                                                              |            | Местонахождение неизвестно | № 49 в Списке Багратишвили |
|      | Девушка гонит гусей. Карт., 49х105                                                 |            | Местонахождение неизвестно | № 51 в Списке Багратишвили |
|      | Александр Захарьевич Манучарашвили. Кл., 71х39                                     | 1913       | Местонахождение неизвестно | Надпись: «Александр Захарьевич Манучарашвили»; из собр. Г. Леонидзе; № 202 в Списке Зданевича |
|      | Портрет парикмахера. Линолеум, 110х80                                              | 1907       | Утрачен                    | Из парикмахерской на Песках (Тбилиси): № 96 в Списке Зданевича |
|      | Портрет начальника Бакинской железной дороги Кипиани                               |            | Утрачен                    | Приобретён у художника заказчиком за 30 рублей |
|      | Портрет велогонщика Ладо Кавсадзе                                                  |            | Местонахождение неизвестно | Висел в столовой велотрека на Верийском подъёме |

## Комментарии
1. ↑  Каталог Багратишвили по полноте охвата произведений Пиросмани, системности их научных описаний, широте выявленной выставочной истории и почти полной иллюстрированности (213 из 217 работ основной части) содержательно является каталогом-резоне, хотя формально не имеет этого статуса, так как в его описаниях, как правило, отсутствуют датировки работ (воспроизводятся только подписные авторские датировки), а также полностью отсутствуют инвентарно-учётные музейные данные.
2. ↑  Государственный музей искусств Грузии, Национальная картинная галерея Грузии и Сигнахский музей (а также, вероятно, и Дом-музей Нико Пиросмани) входят в состав единого Грузинского национального музея, вследствие чего возможны перемещения отдельных работ из собрания одного музея в другой; примером этого служит ситуация с картинами «Натюрморт с рыбой», «Жираф», «Актриса Маргарита» и др. из собрания Государственного музея искусств Грузии, сфотографированными зрителями в экспозициях Национальной картинной галереи Грузии (2018) и Сигнахского музея (2016), а также указание на двойной статус принадлежности в подписях к фоторепродукциям портретов царицы Тамар и Шота Руставели из Дома-музея Нико Пиросмани.
3. ↑  Нико Пиросмани редко датировал свои работы, «а творческий путь его был лишён признаков выраженной стилевой эволюции, которая обычно позволяет сравнительно легко отнести то или иное произведение к определённому периоду творчества»[1].
4. ↑  К. Зданевич: «Пиросмани любил украшать картины надписями, они поясняют события или пейзаж; иногда художник обращается к зрителям с каким-нибудь пожеланием. Художник владел грузинской грамотой и литературной речью, русское правописание знал слабо (свободно говоря по-русски). Манера вкомпоновывать надписи в композиции идёт от картинок типа лубочных».[2]
5. ↑  К. Багратишвили: «При выборе названий картин предпочтение отдавалось имеющимся на них авторским надписям, а затем — записям, сделанным в инвентарных книгах Государственного музея искусств Грузинской ССР при их поступлении, и традиционным названиям, принятым в литературе о жизни и творчестве художника».[3]
6. ↑  В Каталоге Багратишвили № 1; в Списке Зданевича № 126: Олень, 1909 г.[4]
7. ↑  В 1964 и 1982 гг. в собр. Государственного музея искусств Грузии[5][6].
8. ↑  В Каталоге Багратишвили № 2; в Списке Зданевича № 62, 1906 г.[8]
9. ↑  В 1964 и 1982 гг. в собр. Государственного музея искусств Грузии[8][6].
10. ↑  В Каталоге Багратишвили № 5; в Списке Зданевича № 69, 1906 г.[10]
11. ↑  В Каталоге Багратишвили № 6; в Списке Зданевича № 113, 1909 г.[5]
12. ↑  В Каталоге Багратишвили № 8; в Списке Зданевича № 235, 1914—1915 г.[12]
13. ↑  В Каталоге Багратишвили № 9; в Списке Зданевича № 128: Раненый олень[13].
14. ↑  В Каталоге Багратишвили № 10; в Списке Зданевича № 194, 1913 г.[14]
15. ↑  В Каталоге Багратишвили № 11; в Списке Зданевича № 251, 1916—1918 гг.[15]
16. ↑  Шави Вано или Вано с чёрной бородой — духанщик И. Шарумов[9].
17. ↑  В Каталоге Багратишвили № 16; в Списке Зданевича № 225, 1914—1915 гг.[12]
18. ↑  В Каталоге Багратишвили № 17; в Списке Зданевича № 172: Красные олени у водопоя, 1913 г.[17]
19. ↑  В Каталоге Багратишвили № 18; в Списке Зданевича № 188, 1913 г.[18]
20. ↑  В Каталоге Багратишвили № 19; в Списке Зданевича № 191, 1913 г.[19]
21. ↑  В 1964 и 1982 гг. в собр. Государственного музея искусств Грузии[20][21].
22. ↑  В Каталоге Багратишвили № 22; в Списке Зданевича № 248, 1914—1915 гг.[24]
23. ↑  В Каталоге Багратишвили № 23; в Списке Зданевича № 256, 1916—1917 гг.[15]
24. ↑  В Каталоге Багратишвили № 24; в Списке Зданевича № 75: Медведь на дереве, 1906 г.[10]
25. ↑  В Каталоге Багратишвили № 27; в Списке Зданевича № 190: Персидский лев, 1913 г.[20]
26. ↑  В Списке Зданевича: из собр. братьев Зданевичей[20].
27. ↑  В 1982 г. в собр. Государственного музея искусств Грузии[23].
28. ↑  В Каталоге Багратишвили № 29; в Списке Зданевича № 189, 1913 г.[26]
29. ↑  В Каталоге Багратишвили № 30; в Списке Зданевича № 260, 1916—1917 гг.[15]
30. ↑  В Каталоге Багратишвили № 31; в Списке Зданевича № 61, 1906 г.[8]; написан Пиросмани для «маленького Карамана», сына Г. Титичева[28].
31. ↑  Собранные братьями Зданевичами сведения о местонахождении картин Пиросмани помогли спасти многие его произведения. Так произошло с описанной в 1912—1913 гг. группой работ из заведения Г. Титичева в саду «Эльдорадо». Летом 1915 года К. Зданевич, приехавший в Тбилиси с фронта после ранения, узнал, что картины Пиросмани «могли быть уничтожены во время недавнего разгрома, устроенного пластунскими батальонами, идущими на фронт, разбившими „весёлые дома“ на Эльдорадовской улице рядом с садом „Эльдорадо“». Наняв фаэтон, он приехал к заколоченному Эльдорадо, нашёл «опухшего от сна „управляющего“» и тот впустил его в сад: «Мы подъехали к дому. Из-за груды стульев на меня глянул легендарный „Жираф“, а над дверью нежились две „Красавицы Ортачала“. Отлегло от сердца — картины целы! Собранные вместе на балконе, расставленные у стен, они произвели на меня огромное впечатление — ведь это были одни из самых лучших произведений Пиросмани. Покупка состоялась, я не верил своему счастью и удаче: слишком они были велики. <…> Вот какие картины я привёз из „Эльдорадо“, ставшие впоследствии широко известными: „Дворник“, „Жираф“, „Чёрный лев“, „Красавицы Ортачала“ (три картины), „Кормилица с ребёнком“, „Повар“, „Органщик“, „Князь с канци“, „Портрет хозяина“ и др.»[30]
32. ↑  В Каталоге Багратишвили № 32; в Списке Зданевича № 245, 1914—1915 гг.[32].
33. ↑  В Каталоге Багратишвили № 35; в Списке Зданевича № 241, 1914—1915 гг.[32]
34. ↑  Размеры в Каталоге Багратишвили и в Списке Зданевича не соответствуют пропорциям изображения.
35. ↑  В Каталоге Багратишвили № 35; в Списке Зданевича № 244, 1914—1915 гг.[32]
36. ↑  В Каталоге Багратишвили № 37; в Списке Зданевича № 53, 1905 г.[33]
37. ↑  В 1964 и 1982 гг. в собр. Государственного музея искусств Грузии[33][21].
38. ↑  В Каталоге Багратишвили № 38; в Списке Зданевича № 255, 1916—1917 гг.[15]
39. ↑  В Каталоге Багратишвили № 39; в Списке Зданевича № 218, 1914—1915 гг.[35]
40. ↑  В Каталоге Багратишвили № 40; в Списке Зданевича № 259, 1916—1917 гг.[15]
41. ↑  В Списке Зданевича: в собр. Д. Шенгелая (Тбилиси)[15].
42. ↑  В Каталоге Багратишвили № 41; в Списке Зданевича № 258, 1916—1917 гг.[15]
43. ↑  В Каталоге Багратишвили № 42; в Списке Зданевича № 222, 1914—1915 гг.[12]
44. ↑  В Каталоге Багратишвили № 43; в Списке Зданевича: № 76, 1906 или № 230, 1914—1915 гг.[37]
45. ↑  В Каталоге Багратишвили № 44; в Списке Зданевича № 242, 1914—1915 гг.[32]
46. ↑  В Каталоге Багратишвили № 46; в Списке Зданевича № 243: Баран-боец, 1914—1915 гг.[32]
47. ↑  Возможно, с 2011 г. в собрании Национального музея Грузии.
48. ↑  В Каталоге Багратишвили № 50; в Списке Зданевича № 183: Двор деревенский с курами, 1913 г.[20]
49. ↑  В Каталоге Багратишвили № 51; в Списке Зданевича № 181: Деревенский дворик, 1913 г.[20]
50. ↑  В Каталоге Багратишвили № 52; в Списке Зданевича № 180, 1913 г.[20]
51. ↑  В Каталоге Багратишвили № 54; в Списке Зданевича № 193[14].
52. ↑  В 1982 г. в Г. Асатиани (Тбилиси)[21].
53. ↑  В Каталоге Багратишвили № 56; в Списке Зданевича № 139: Верблюд с проводником, 1909 г.[13]
54. ↑  В 1982 г. в собр. Государственного музея искусств Грузии[21].
55. ↑  В Каталоге Багратишвили № 57; в Списке Зданевича № 207, 1913 г.[35]
56. ↑  В Каталоге Багратишвили № 58; в Списке Зданевича № 192, 1913 г.[41]
57. ↑  В Каталоге Багратишвили № 59; в Списке Зданевича № 217: Священник на осле, 1914—1915 гг.[35]
58. ↑  В 1964 и 1982 гг. в собр. Государственного музея искусств Грузии[35][21].
59. ↑  В Каталоге Багратишвили № 60; в Списке Зданевича № 173: Дворик в Дигоми, 1913 г.[17]
60. ↑  В Каталоге Багратишвили № 63: На гумне; в Списке Зданевича № 159: Молотьба хлеба в деревне (кало), 1910—1912 гг.[17]
61. ↑  В Каталоге Багратишвили № 65; в Списке Зданевича № 199: Женщина печёт хлеб, 1913 г.[14]
62. ↑  В Каталоге Багратишвили № 67; в Списке Зданевича № 48, 1905 г.[33]
63. ↑  В Каталоге Багратишвили №№ 68—69; в Списке Зданевича №№ 49—50, 1905 г.[33]
64. ↑  Одна из красавиц увеселительных заведений в Ортачала[45].
65. ↑  В Каталоге Багратишвили № 70; в Списке Зданевича № 131, 1909 г.[13]
66. ↑  Подпись «Ж. Н. П.» во всех случаях расшифровывается как Живописец Нико Пиросманишвили[8][3].
67. ↑  В Каталоге Багратишвили № 71; в Списке Зданевича № 55, 1905 г.[8]
68. ↑  В Каталоге Багратишвили № 72; в Списке Зданевича № 114, 1909 г.[5]
69. ↑   Э. Кузнецов о портрете «Актриса Маргарита» в контексте специфики женских образов Нико Пиросмани: «Во всех изображениях женщин — будь то крестьянка, проститутка, кормилица, дама — слабо выражено личное отношение, и особенно какое-либо чувственное начало, то начало, которое не раз согревало женские образы в мировой живописи. Это не аскетизм, преодолевающий чувственность, и не ханжество, от чувственности отворачивающееся. Его отношение к женщине не подразумевает чувственности, оно по преимуществу духовное, а не плотское. <…> Холоден и портрет актрисы Маргариты, в ней всё ослепительно-бело на густо-ультрамариновом фоне неба и тёмной зелени земли. Бел её наряд, лишь в нескольких местах, на ленте вокруг талии, тронутый розовым, а в браслетах и туфельках — лёгкой желтизной. Снежно-белы её плечи, низко открытая грудь, обнажённые руки и лицо, на котором только слегка светятся бледно-розовые губы. Ни намёка на живую плоть, на кровь, текущую под тёплой упругой кожей. Её наряд, фривольный наряд певички из кафешантана — с этими полосатыми чулками, с этим срамным подолом до колен, с этими пошлыми оборками вокруг груди — этот наряд утрачивает свою вульгарность, становится нарядом чистоты и целомудренности. Чистая невеста с букетом в руке, ожидающая венчания, непорочная дева, сошедшая на грешную землю, — она стоит неподвижно, раскинув руки, и смотрит на нас с грустным недоумением. Чужая этому миру, ослепительно светлая, она как снежная вершина, сияющая в голубом небе».[48]
70. ↑  В 1964 и 1982 гг. в собр. Государственного музея искусств Грузии[5][21].
71. ↑  В Каталоге Багратишвили № 73; в Списке Зданевича № 197, 1913 г.[14]
72. ↑  В Каталоге Багратишвили № 74; в Списке Зданевича № 64: Грузинка в лечаки[8] (традиционной одежде); другое название: Грузинка с тамбурином.
73. ↑  Лечаки — деталь грузинского женского головного убора: треугольная белая тюлевая вуаль, вместе с багдади закреплялась на чихте, ниспадая на плечи и спину; впереди из-под лечаки выпускались букли волос. (Энциклопедия моды. Андреева Р., 1997).
74. ↑  В Каталоге Багратишвили № 75; в Списке Зданевича № 42, 1904 г.[33]
75. ↑  В 2018 г. картина поменяла владельца в результате продажи на Аукционе Sothebys 27.11.2018.
76. ↑  В Каталоге Багратишвили № 78; в Списке Зданевича № 106: Грузинка в лечаки, 1907 г.[50]
77. ↑  В 1964 и 1982 гг. в собр. Государственного музея искусств Грузии[50][47].
78. ↑  В Каталоге Багратишвили № 79; в Списке Зданевича № 104, 1907 г.[50]
79. ↑  В Каталоге Багратишвили № 80; в Списке Зданевича № 233, 1914—1915 гг.[12]
80. ↑  В Каталоге Багратишвили № 81; в Списке Зданевича № 201, 1913 г.[14]
81. ↑  В Каталоге Багратишвили № 82; в Списке Зданевича № 216, 1913 г.[35]
82. ↑  В Каталоге Багратишвили № 83; в Списке Зданевича № 26, 1904 г.[51]
83. ↑  В Каталоге Багратишвили № 84; в Списке Зданевича № 250, 1916—1917 гг.[32]
84. ↑  В 1982 г. в собр. Государственного музея искусств Грузии[21].
85. ↑  В Каталоге Багратишвили № 86, 80х109; в Списке Зданевича № 257, 109х80, 1916—1917 гг.[32]
86. ↑  В Каталоге Багратишвили № 87; в Списке Зданевича № 249[32].
87. ↑  Датировка Московского музея современного искусства; в Списке Зданевича: 1916—1918[32]; Н. Апчинская датировала эту картину 1910 годом[29].
88. ↑  В Каталоге Багратишвили № 88; в Списке Зданевича № 163, 1910—1912 гг.[17].
89. ↑  В Каталоге Багратишвили № 89; в Списке Зданевича № 177, 1913 г.[20]
90. ↑  В Каталоге Багратишвили № 90; в Списке Зданевича № 52, 1905 г.[33]
91. ↑  В Каталоге Багратишвили № 91; в Списке Зданевича № 107, 1907 г.[50]
92. ↑  В Каталоге Багратишвили № 92; в Списке Зданевича № 252, 1916—1917 гг.[15]
93. ↑  В Каталоге Багратишвили № 93; в Списке Зданевича № 266, 1916—1917 гг.[15]
94. ↑  В Каталоге Багратишвили № 96; в Списке Зданевича № 103, 1907 г.[50]
95. ↑  В 1964 и 1982 гг. в собр. Государственного музея искусств Грузии[50][54].
96. ↑  В Каталоге Багратишвили № 97; в Списке Зданевича № 89, 1907 г.[57]
97. ↑  В Каталоге Багратишвили № 98; в Списке Зданевича № 108, 1907 г.[57]
98. ↑  В Каталоге Багратишвили № 99; в Списке Зданевича № 105, 1907 г.[50]
99. ↑  В Каталоге Багратишвили № 100; в Списке Зданевича № 41, 1904 г.[57]
100. ↑  В Каталоге Багратишвили № 101; в Списке Зданевича № 70, 1906 г.[57]
101. ↑  В 1964 и 1982 гг. в собр. Государственного музея искусств Грузии[57][54].
102. ↑  В Каталоге Багратишвили № 102; в Списке Зданевича № 158[60].
103. ↑  В Каталоге Багратишвили № 103; в Списке Зданевича № 240, 1914—1915 гг.[32]
104. ↑  В Каталоге Багратишвили № 104; в Списке Зданевича № 95, 1907 г.[57]
105. ↑  Песковская улица (Пески), в районе Ортачала[62], располагалась в пойме Куры, на речном песке, и каждую весну подвергалась наводнениям; после наводнения 1973 года улица перестала существовать[63].
106. ↑  В Каталоге Багратишвили № 105; в Списке Зданевича № 240, 1913 г.[17]
107. ↑  Мушами, носильщиками тяжестей, в то время работали преимущественно курды, тёмные, неграмотные, «обиженные судьбой» бедняки[64].
108. ↑  В Каталоге Багратишвили № 106; в Списке Зданевича № 25, 1904 г.[51]; по мнению К. Багратишвили, имя «Сосо» — позднейшее название, данное в 1926 году авторами первой монографии о Пиросмани, и с тех пор закрепившееся в литературе и музейной практике[65].
109. ↑  В Каталоге Багратишвили № 107—108; в Списке Зданевича № 156—157, 1910—1912 гг.[60]; по мнению К. Багратишвили, в обеих частях диптиха и на картине «Муша Сосо» изображено одно и то же лицо[65]
110. ↑  В Каталоге Багратишвили № 109; в Списке Зданевича № 54[51].
111. ↑  В Каталоге Багратишвили № 110; в Списке Зданевича № 51: Органщик, 1905 г.[33]
112. ↑  В Каталоге Багратишвили № 111; в Списке Зданевича № 40, 1904 г.[33]
113. ↑  В Каталоге Багратишвили № 112; в Списке Зданевича № 27: 92х101, 1904 г.[51]
114. ↑  Иван Кеквадзе до революции содержал винный погреб в Тифлисе и был одним из друзей и заказчиков Нико Пиросмани; затем Кеквадзе уехал в родное селение Эки Кутаисской губернии и увёз туда своё собрание картин художника. В 1925 г. К. Зданевич и К. Чернявский, совершив поездку к И. Кеквадзе, описали и сфотографировали принадлежащие ему картины Пиросмани. О Саркисе, духанщике из Авлабари, Кеквадзе рассказывал: «Саркиз — мой друг, честный человек, никогда не нальёт капли воды в вино, он говорил: „Вино — божья благодать, и портить его водой такой же грех, как воровство“»[71].
115. ↑  В Каталоге Багратишвили № 113; в Списке Зданевича № 46, 1905 г.[33]
116. ↑  В Каталоге Багратишвили № 114; в Списке Зданевича № 63, 1906 г.[8]
117. ↑  В Каталоге Багратишвили № 115; в Списке Зданевича № 152, 1910—1912 гг.[60]
118. ↑  В Каталоге Багратишвили № 116; в Списке Зданевича № 47, 1905 гг.[33]
119. ↑  В Каталоге Багратишвили № 118; в Списке Зданевича № 111, 1909 гг.[50]
120. ↑  В Каталоге Багратишвили № 119; в Списке Зданевича № 164, 1909 г.[50]
121. ↑  Э. Кузнецов об этом портрете: «...чудесный по живописи лица, хотя сильно испорченный безвкусным фоном (возможно, нанесённым чужой рукой)»[74].
122. ↑  В Каталоге Багратишвили № 121; в Списке Зданевича № 68, по его мнению, Александр Гаранов — тифлисский кинто[76]; по воспоминаниям Сони Гаранашвили (урождённой Хизанишвили), вдовы Гаранова, в 1915 году он был владельцем духана; будучи на 30 лет её старше, настоял, вопреки желанию невесты и её родителей, на женитьбе, согласившись сменить фамилию с «Гаранов» на «Гаранашвили», и через 3 года (1918) умер от тифа[77].
123. ↑  В Каталоге Багратишвили № 123; в Списке Зданевича № 112: Князь с канци (рогом вина), 1909 г.[50]
124. ↑  «Карачохели — представитель прослойки торговцев и цеховых ремесленников. Человек, дорожащий своим достоинством и достоинством своей корпорации, и в этом смысле, — антипод кинто. Одет в соответствии с традицией: в чёрную чоху (карачохели означает — носящий чёрную чоху) и островерхую шапку из барашка. Серебряный пояс — обязательная часть костюма и знак достоинства его хозяина; после смерти он шёл на оплату похорон».[78]
125. ↑  В Каталоге Багратишвили № 125; в Списке Зданевича № 153, 1910—1912 гг.[60]
126. ↑  В 1964 и 1982 гг. в собр. Государственного музея искусств Грузии[60][72].
127. ↑  В Каталоге Багратишвили № 126; в Списке Зданевича № 91, 1907 г.[57]
128. ↑  В 1964 и 1982 гг. в собр. Государственного музея искусств Грузии[57][72].
129. ↑  В Каталоге Багратишвили № 127; в Списке Зданевича № 236, 1914—1915 гг.[12]
130. ↑  В 1964 и 1982 гг. в собр. Государственного музея искусств Грузии[12][72].
131. ↑  В Каталоге Багратишвили № 128; в Списке Зданевича № 200, 1913 г.[14]
132. ↑  В Каталоге Багратишвили № 129; в Списке Зданевича № 254, 1916—1917 гг.[15]
133. ↑  1915 годом датированы портреты царицы Тамар и Шота Руставели из собрания Государственного музея искусств Грузии, опубликованные в материале: Виноградова Ю. Разрушение легенд и возрождение шедевров Нико Пиросмани // The Art Newspaper Russia, 2017, № 54, июнь. В статье идёт речь о реставрации портретов царицы Тамар и Шота Руставели из Дома-музея Нико Пиросмани в Мирзаани, датированных 1913—1914 годами, но в подписи к опубликованным фотографиям портретов указан 1915 год и неясен статус их принадлежности: «Государственный музей искусств Грузии. Niko Pirosmanashvili State Museum» — возможно, произведения, хранящиеся в Доме-музее Нико Пиросмани, юридически входят в состав собрания Государственного музея искусств Грузии.
134. ↑  В новостном материале 2016 г. приведена фотография другой пары портретов Шота Руставели и царицы Тамар; фотографии отреставрированных портретов из Дома-музея Нико Пиросмани в Мирзаани представлены в статье Ю. Виноградовой 2017 г.
135. ↑  В Каталоге Багратишвили № 134; в Списке Зданевича № 253, 1916—1917 гг.[15]
136. ↑  В Каталоге Багратишвили № 135; в Списке Зданевича № 92, 1907 г.[15]
137. ↑  В Каталоге Багратишвили № 137; в Списке Зданевича № 79: Шота Руставели преподносит поэму царице Тамаре, 1906 г.[10], — по мнению Э. Кузнецова, этот двойной портрет, хотя и написан на одном куске картона, не является единой картиной, так как в нём отсутствует композиционная связь (что не даёт основания названию, предложенному К. Зданевичем)[79].
138. ↑  В Каталоге Багратишвили № 138; в Списке Зданевича № 208, 1913 г.[35]
139. ↑  В Каталоге Багратишвили № 139; в Списке Зданевича № 144, 1909 г.[60]
140. ↑  В 1982 г. в собр. Государственного музея искусств Грузии[83].
141. ↑  В Каталоге Багратишвили № 141; в Списке Зданевича № 88, 1907 г.[84]
142. ↑  В Каталоге Багратишвили № 142; в Списке Зданевича № 133, 1909 г.[84]
143. ↑  В Каталоге Багратишвили № 144; в Списке Зданевича № 238, 1914—1915 гг.[32]
144. ↑  В Каталоге Багратишвили № 145; в Списке Зданевича № 45, 1905 г.[33]
145. ↑  В Каталоге Багратишвили № 146; в Списке Зданевича № 226, 1914—1915 гг.[12]
146. ↑  В 1964 и 1982 гг. в собр. Государственного музея искусств Грузии[12][83].
147. ↑  В Каталоге Багратишвили № 147; в Списке Зданевича № 168[12].
148. ↑  В 1982 г. в собр. 
Т. Александровой — И. Попова[83].
149. ↑  В Каталоге Багратишвили № 148; в Списке Зданевича № 178, 1913 г.[20]
150. ↑  В Каталоге Багратишвили № 149; в Списке Зданевича № 162, 1910—1912 гг.[20]
151. ↑  В 1964[87], 1982[83] и 2009[88] годах в собр. Государственного музея искусств Грузии.
152. ↑  В Каталоге Багратишвили № 150; в Списке Зданевича № 90, 1907 г.[20]
153. ↑  В Каталоге Багратишвили № 151; в Списке Зданевича № 149[90].
154. ↑  Нико Пиросмани «несколько лет (возможно, с перерывами)… жил у хозяина духана Бего Яксиева, с которым его связывали давние и очень близкие отношения»[91].
155. ↑  В Каталоге Багратишвили № 153; в Списке Зданевича № 16: Фрагмент вывески молочной лавки в Дидубе, 1895—1903 гг.[93]
156. ↑  В Каталоге Багратишвили № 154; в Списке Зданевича № 167, 1913 г.[94]
157. ↑  В Каталоге Багратишвили № 156: Кл., 63х97 (опечатка в горизонтальном размере); в Списке Зданевича № 15: Свири. Из видов Имерети. Кл., 63х197, 1895—1903 гг.[94]; Э. Кузнецов: в центре «скромное застолье во дворе крестьянского дома <...> А рядом идёт работа: двое крестьян мнут виноград в деревянном давильном чане, ещё один подносит им виноград в высокой корзине-годори за плечами, а пустые квеври, разинув рты, лежат на земле в ожидании, что их зароют в землю и зальют свежим, только что выдавленным соком, льющимся из чана».[95]
158. ↑  В 1964 и 1982 гг. в собр. Государственного музея искусств Грузии[93][83].
159. ↑  В Каталоге Багратишвили № 157; в Списке Зданевича № 65, 1906 г.[8]
160. ↑  В Каталоге Багратишвили № 158; в Списке Зданевича № 196: Свадьба в Кахетии[14]; Э. Кузнецов: «Справа — свадебный поезд, неторопливо направляющийся из церкви к родному селу; во главе его новобрачные, „царь“ и „царица“, — в деревенских „царских“ венцах с крестами. Слева — группа встречающих, среди них завязывается веселье под бубен и гармонику; тут же любопытные — старик, мальчик и вездесущая деревенская собака. В центре картины, между этими двумя группами, всадник — это вестник, „махаробели“, стреляющий в воздух в честь новобрачных. Он должен значительно опередить поезд, с тем чтобы доскакать до деревни, обвязать плечо шёлковым платком, который уже держит в руке хозяйка, выпить вина из глиняной чаши, разбить эту чашу о землю („Пусть так разлетится твой враг!“) и возвратиться к молодым, чтобы уже вместе с ними снова достичь деревни.[97]
161. ↑  Написана между 25 мая и 19 июня 1916 года, когда грузинская газета «Сахалхо пурцели» в своём иллюстрированное приложении № 108 поместила репродукцию этой картины[98].
162. ↑  25 мая 1916 г. Нико Пиросмани был приглашён на собрание недавно образованного Общества, где ему «вручили денежное пособие (десять рублей), которое он, как человек самолюбивый, взял лишь с оговоркой: „Я куплю на них краски, напишу картину и преподнесу её вам“. Этой картиной стала прекрасная „Свадьба в Грузии былых времён“…»[99].
163. ↑  В Каталоге Багратишвили № 159; в Списке Зданевича № 119, 1909 г.[5]
164. ↑  В Каталоге Багратишвили № 160; в Списке Зданевича № 187: Молебствие в деревне (освобождение крестьян 1862 г.), 1913 г.[20]; Э. Кузнецов: «…среди крестьян, слушающих проповедь священника под звон колоколов, на фоне характерного зимнего или ранневесеннего пейзажа, бросается в глаза фигура маленького мальчика, упавшего на колени и бьющего земные поклоны, — фигура не только примечательная своей резкой экстатичностью среди сравнительно спокойных людей вокруг, но и выделенная композиционно. „Это я“, — сказал как-то Пиросманашвили, показав на мальчика».[101]
165. ↑  В Каталоге Багратишвили № 161 (ошибочно 260х140); в Списке Зданевича № 228: 134х266, 1915 г.[102]
166. ↑  В Каталоге Багратишвили № 162; в Списке Зданевича № 117, 1909 г.[103]: Э. Кузнецов датирует эту картину более поздними, военными годами, отмечая, что она составлена из нескольких малоформатных картонов, соединённых в ряд[104].
167. ↑  В Каталоге Багратишвили № 163 (ошибочно 530х87); в Списке Зданевича № 154, 1910—1912 гг.[105]
168. ↑  Телетоба — праздник, который проходил недалеко от Тбилиси, в деревне Телети вблизи Георгиевской церкви (см. фото: Паломники в дороге на Телетобу.
169. ↑  В Каталоге Багратишвили № 166; в Списке Зданевича № 36, 1904 г.[51]
170. ↑  В Каталоге Багратишвили № 167; в Списке Зданевича № 34, 1904 г.[51]
171. ↑  В Каталоге Багратишвили № 168; в Списке Зданевича № 265, 1916—1917 г.[51]
172. ↑  В Каталоге Багратишвили № 169; в Списке Зданевича № 121: Кутёж пяти торговцев[108].
173. ↑  В Каталоге Багратишвили № 170; в Списке Зданевича № 72: Кутёж кинто с органщиком[10]; «Шарманщик этот — знаменитость своего времени. Его странная для грузина фамилия — не фамилия, а прозвище, идущее от названия известного тифлисцам дома, где была аптека Земмеля»[109].
174. ↑  В Каталоге Багратишвили № 171; в Списке Зданевича № 60, 1906 г.[110]
175. ↑  В Каталоге Багратишвили № 172; в Списке Зданевича № 124, 1909 г.[5]
176. ↑  В Каталоге Багратишвили № 173; в Списке Зданевича № 123, 1909 г.[5]
177. ↑  Музейная датировка 2019 года.
178. ↑  В Каталоге Багратишвили № 175; в Списке Зданевича № 127, 1909 г.[13]
179. ↑  В Каталоге Багратишвили № 176; в Списке Зданевича № 78, 1906 г.[10]
180. ↑  В Каталоге Багратишвили № 177; в Списке Зданевича № 12, 1895—1903 гг.[93]; по мнению Э. Кузнецова, картина написана в 1911—1912 годах, когда Пиросмани имел каморку в духане «Рача», принадлежавшем Матэ Гвимрадзе и Мине и Нестору Ситаташвили[113].
181. ↑  В 1964 г. была установлена идентичность старых фотопортретов с персонажами картины: Багратишвили К. В поисках пиросмановских персонажей // Литературная Грузия, 1964, № 11, с.71—74 (фотопортреты воспроизведены в альбоме 1984 г. на с.68)[114].
182. ↑  В Каталоге Багратишвили № 178; в Списке Зданевича № 171, 1913 г.[17]
183. ↑  В Каталоге Багратишвили № 179; в Списке Зданевича № 93: Компания Бего[117]
184. ↑  В Каталоге Багратишвили № 180; в Списке Зданевича № 115[121]; в обоих случаях: 115х180.
185. ↑  В Каталоге Багратишвили № 181; в Списке Зданевича № 94[57]
186. ↑  В Каталоге Багратишвили № 182; в Списке Зданевича № 135, 1909 г.[13]
187. ↑  В Каталоге Багратишвили № 183; в Списке Зданевича № 184, 1913 г.[20]
188. ↑  В Каталоге Багратишвили № 184; в Списке Зданевича № 73, 1906 г.[10]
189. ↑  В Каталоге Багратишвили № 185; в Списке Зданевича № 66, 1906 г.[8]
190. ↑  В 1964 и 1982 гг. в собр. Государственного музея искусств Грузии[8][116].
191. ↑  В Каталоге Багратишвили № 186; в Списке Зданевича № 155, 1910—1912 гг.[60]
192. ↑  В 1964 и 1982 гг. в собр. Государственного музея искусств Грузии[8][116].
193. ↑  В Каталоге Багратишвили № 187; в Списке Зданевича № 5, 1895—1903 гг.[60]
194. ↑  В 1964 и 1982 гг. в собр. Государственного музея искусств Грузии[115][116].
195. ↑  В Каталоге Багратишвили № 188; в Списке Зданевича № 134, 1909 г.[124]
196. ↑  Ишачий мост — лёгкий деревянный пешеходный мостик, заново наводившийся каждый год, соединял берега Куры в районе садов Ортачала[125]
197. ↑  В 1964 и 1982 гг. в собр. Государственного музея искусств Грузии[13][116].
198. ↑  В Каталоге Багратишвили № 189; в Списке Зданевича № 1, 1895—1903 гг.[127]
199. ↑  В Каталоге Багратишвили № 190: 113х91; в Списке Зданевича № 97, 1907 г.[127]
200. ↑  В Каталоге Багратишвили № 191; в Списке Зданевича № 130, 1909 г.[13]
201. ↑  В 1964 и 1982 гг. в собр. Государственного музея искусств Грузии[13][116].
202. ↑  В Каталоге Багратишвили № 192; в Списке Зданевича № 67: Паром с молоканами в Дидубе, 1906 г.[130]
203. ↑  В 1964 и 1982 гг. в собр. Государственного музея искусств Грузии[8][116].
204. ↑  В Каталоге Багратишвили № 193; в Списке Зданевича № 4, 1895—1903 гг.[131]
205. ↑  В Каталоге Багратишвили № 195; в Списке Зданевича № 23, 1895—1903 гг.[51]
206. ↑  В Каталоге Багратишвили № 196; в Списке Зданевича № 169: Охота на тигров и орлов, 1913 г.[51]
207. ↑  В 1964 и 1982 гг. в собр. Государственного музея искусств Грузии[17][116].
208. ↑  В Каталоге Багратишвили № 198; в Списке Зданевича № 261[15].
209. ↑  Э. Кузнецов поясняет, что для лучшего понимания этой сюжетной сцены, основанной на конфликте между торговцем фруктами, санитарным инспектором и «безмолвным, но действующим самим своим присутствием полицейским» — «...надо знать, что появление женщины на базаре в качестве санитарного инспектора было такой же сенсацией дня, как и появление женщин — кондукторов трамвая, также вызванное военным временем, в России и на Западе»[134].
210. ↑  В Каталоге Багратишвили № 199; в Списке Зданевича № 2: Фаэтон у духана, 1895—1903 гг.[115]
211. ↑  В Каталоге Багратишвили № 201 (ошибочно: 104х73); в Списке Зданевича № 148: Татарин с арбузом, 1910—1912 гг.[60]
212. ↑  В Каталоге Багратишвили (№ 202) ошибочно: 106х80
213. ↑  В Каталоге Багратишвили № 203; в Списке Зданевича № 129, 1909 г.[13]
214. ↑  В Каталоге Багратишвили № 204; в Списке Зданевича № 37: Сцена из пьесы А. Сумбатова-Южина «Измена», 1904 г.[51]
215. ↑  В Каталоге Багратишвили № 205; в Списке Зданевича № 38: Сцена из пьесы А. Сумбатова-Южина «Измена», 1904 г.[33]
216. ↑  В Каталоге Багратишвили № 206; в Списке Зданевича № 116, 1909 г.[137]; Э. Кузнецов: «Ни богатство, ни бедность никак не подчёркнуты кричащим сопоставлением роскоши и убожества. Все герои картины одеты в одинаково строгие чёрные одежды, и только мелкие детали, вроде чуть-чуть золотящейся цепочки медальона или золотого браслета на руке жены миллионера, выдают её богатство, а босые ноги, выглядывающие из-под подола, обнаруживают нищету женщины с детьми. <...> Бедная женщина несчастна, но миллионер и его жена тоже несчастливы — по-своему. Сама собою напрашивалась здесь тема бесплодия как возмездия, поразившего богачей, но Пиросманашвили не умел радоваться чьему бы то ни было горю. Не увлекает его и лежащая на поверхности ситуации истина о том, что не в деньгах счастье, — истина тривиальная, да, может быть, и немного ханжеская. Художник задумывается над произволом жизни, по-разному обделяющей людей, над бессилием богатства и предлагает нам задуматься вместе с ним. Картина строга и торжественна. Её герои стоят двумя группами, не сообщающимися друг с другом: каждая сама по себе, каждая в своих собственных невесёлых размышлениях. Они недоумевают перед противоречивостью мира. Недоумевает и художник. Он отказывается выносить приговор и словно ставит своих героев перед высшим судом, который только и сможет определить, кто из них несчастнее и чья чаша страданий тяжелее.»[138]
217. ↑  В Каталоге Багратишвили № 207; в Списке Зданевича № 125, 1909 г.[5]
218. ↑  В Каталоге Багратишвили № 208; в Списке Зданевича № 43, 1904 г.[5]
219. ↑  В Каталоге Багратишвили № 209; в Списке Зданевича № 175, 1913 г.[17]
220. ↑  В Каталоге Багратишвили № 210; в Списке Зданевича № 98, 1907 г.[57]; Э. Кузнецов: две картины Пиросмани на темы войны с Шамилем «откровенно иллюстративны, хроникальны, а их необычное для художника пространственное построение — резко обозначенная прямая перспектива, острое соотношение крупных фигур с мелкими на заднем плане — говорит о подражании какому-то предложенному образцу, скорее всего, лубочной картинке или журнальной иллюстрации»[79].
221. ↑  В Каталоге Багратишвили № 211; в Списке Зданевича № 100, 1907 г.[50]
222. ↑  В Каталоге Багратишвили № 212; в Списке Зданевича № 99, 1907 г.[140]
223. ↑  В 1964 и 1982 гг. в собр. Государственного музея искусств Грузии[50][3].
224. ↑  В Каталоге Багратишвили № 213; в Списке Зданевича № 101, 1907 г.[50]
225. ↑  В Каталоге Багратишвили № 214; в Списке Зданевича № 179, 1913 г.[20]
226. ↑  В Каталоге Багратишвили № 215; в Списке Зданевича № 77, 1906 г.[10]
227. ↑  В Каталоге Багратишвили № 216 (ошибочно: 70х106); в Списке Зданевича № 204: Кахетинский бурдючный поезд, 70х140, 1913 г.[14]; Э. Кузнецов о гротескности и мрачном юморе этой картины, которая лишь на первый взгляд может показаться просто бытовой зарисовкой: «…на маленькой кахетинской станции остановился ночной поезд; машинист пережидает, глядя в окно, пассажиры следуют его примеру; на перроне лишь один человек, передающий кому-то в окно полный бурдюк с вином; в небе сияет луна над дальней горной цепью и серебрящейся рекой. Всё действительно так. И не так. Перрон не пуст — он населён тремя бочками, тремя квеври и тремя бурдюками. Они, занявшие весь передний план, написанные весомо и плотно, оказываются хозяевами пространства, живущими своей, недоступной нам жизнью. Квеври и бочки разверзли свои зияющие чёрной пустотой глотки, словно обращаясь друг к другу, бурдюки, подобные каким-то диковинным пузатым существам, вздымают к небу свои коротенькие конечности. А самый поезд? Паровоз явно движется, встречное движение воздуха прижимает дым из его трубы, а машинист занят своим делом. В то же время вагоны стоят, да и не могут двигаться: под ними нет рельсов и даже колёс».[142]
228. ↑  Кахетинская железная дорога была сооружена в 1915—1916 гг.[143]
229. ↑  В Каталоге Багратишвили № 217; в Списке Зданевича № 136, 1909 г.[13]
230. ↑  В Списке Зданевича № 24: Обед духанщиков, кл., 107х164, 1904 г.[51]; № 56 в Списке Багратишвили[144].
231. ↑  В Списке Зданевича, возможно, № 132: Портрет грузинки, кл., 118х89, 1909 г.[13]
232. ↑  В Списке Зданевича, возможно, № 272: Портрет царицы Тамары, карт., 99х70, 1916—1917 гг.[13]
233. ↑  Список Багратишвили составлен автором на основе книги:
Нико Пирасманишвили. Текст Тициана Табидзе, Геронтия Кикодзе, Кирилла Зданевича и Колау Чернявского. Тифлис, 1926 (на груз., русс. и франц. яз)[145].
234. ↑  Все датировки в этой части настоящего списка приводятся по Списку Зданевича и являются ориентировочными.
235. ↑  Все произведения Нико Пиросмани, включённые в Список Багратишвили, именуются как «утерянные», в Списке Зданевича ряд работ художника приводятся с двумя видами примечаний — «не сохранилась» (16 работ), «местонахождение неизвестно» (19 работ). В настоящем списке утраченными считаются лишь те произведения, которые признаны утерянными / несохранившимися и в Списке Багратишвили, и в Списке Зданевича. Все остальные работы Пиросмани, приведённые в настоящем списке (включая и те, о которых Зданевич сообщал их конкретное, возможно ошибочное, местонахождение), сохраняют ориентировочный статус «местонахождение неизвестно».
236. ↑  Оба источника воспроизводят авторскую орфографию.